# Список птахів Єгипту
Це перелік видів птахів, що трапляються в Єгипті, країні на північному сході Африки . Авіфауна Єгипту включає в себе 493 види птахів. Жоден вид не є ендемічним для Єгипту.

## Позначки
- (А) Випадковий — вид, який рідко або випадково трапляється в Єгипті.
- (I) Інтродукований — вид, завезений до Єгипту як наслідок, прямих чи непрямих дій людських дій
- (Ex) Локально вимерлий — вид, який більше не зустрічається в Єгипті, хоча популяції існують в інших місцях
- (X) Вимерлий — вид або підвид, якого вже не існує

## Страусоподібні
Сімейство : Страусові (Struthionidae)

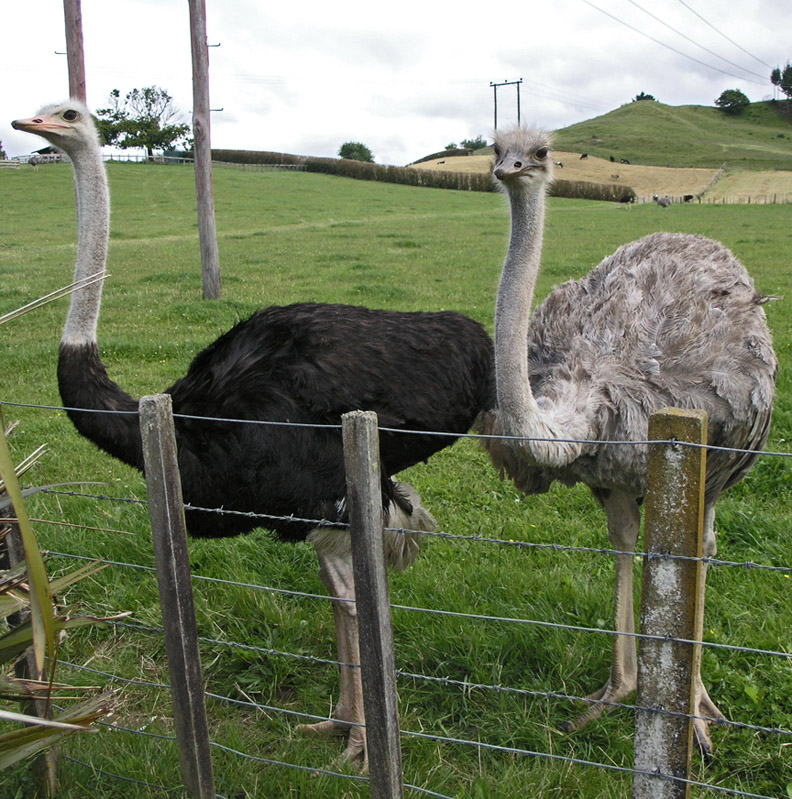
Страус звичайний, Stelio camelus

- Страус звичайний, Struthio camelus
  - Північноафриканський страус, Struthio camelus camelus
  - Арабський страус, Struthio camelus syriacus (X)

## Гусеподібні
Родина: Качкові (Anatidae)
- Гуска сіра, Anser anser
- Гуска білолоба, Anser albifrons
- Гуска мала, Anser erythropus (A)

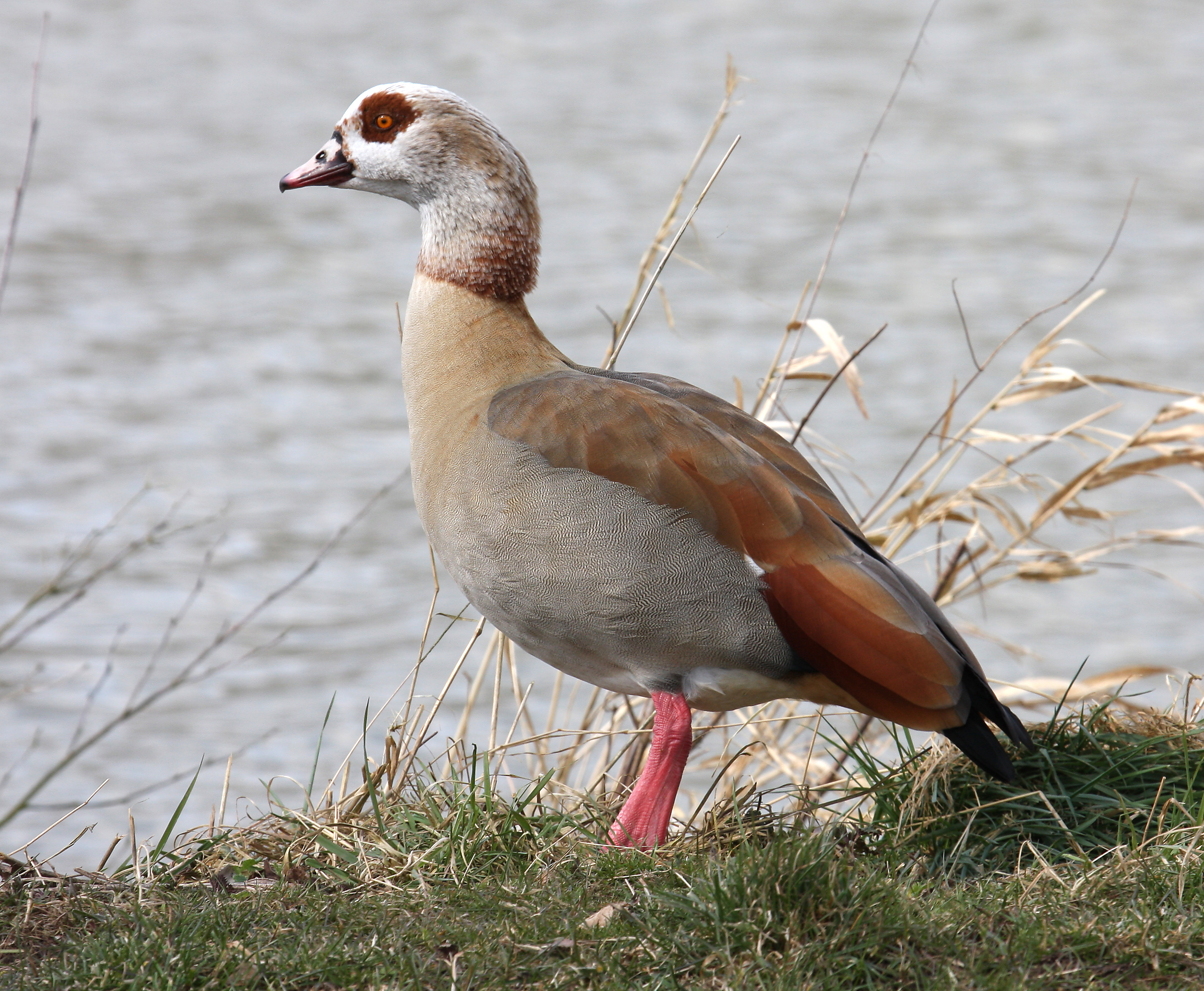
Гуска єгипетська, Alopochen aegyptiacus

- Гуменник великий, Anser fabalis (A)
- Казарка чорна, Branta bernicla (A)
- Казарка білощока, Branta leucopsis (A)
- Казарка червоновола, Branta ruficollis (A)
- Лебідь-шипун, Cygnus olor
- Лебідь-кликун, Cygnus cygnus (A)
- Гуска єгипетська, Alopochen aegyptiacus
- Огар, Tadorna ferruginea
- Галагаз звичайний, Tadorna tadorna
- Чирянка велика, Spatula querquedula
- Чирянка блакитнокрила, Spatula discors (A)
- Широконіска, Spatula clypeata
- Нерозень, Mareca strepera
- Свищ євразійський, Mareca penelope
- Крижень, Anas platyrhynchos
- Шилохвіст, Anas acuta
- Чирянка мала, Anas crecca
- Чирянка вузькодзьоба, Marmaronetta angustirostris
- Чернь червонодзьоба, Netta rufina
- Попелюх, Aythya ferina
- Чернь білоока, Aythya nyroca
- Чернь чубата, Aythya fuligula
- Турпан, Melanitta fusca (A)
- Крех малий, Mergellus albellus
- Крех середній, Mergus serrator
- Савка американська, Oxyura jamaicensis (I)
- Савка, Oxyura leucocephala

## Куроподібні
Родина: Фазанові (Phasianidae)
- Куріпка аравійська, Ammoperdix heyi
- Перепілка звичайна, Coturnix coturnix
- Кеклик азійський, Alectoris chukar
- Кеклик берберійський, Alectoris barbara

## Фламінгоподібні
Родина: Фламінгові (Phoenicopteridae)
- Фламінго рожевий, Phoenicopterus roseus
- Фламінго малий, Phoenicopterus minor (А)

## Пірникозоподібні
Родина: Пірникозові (Podicipedidae)

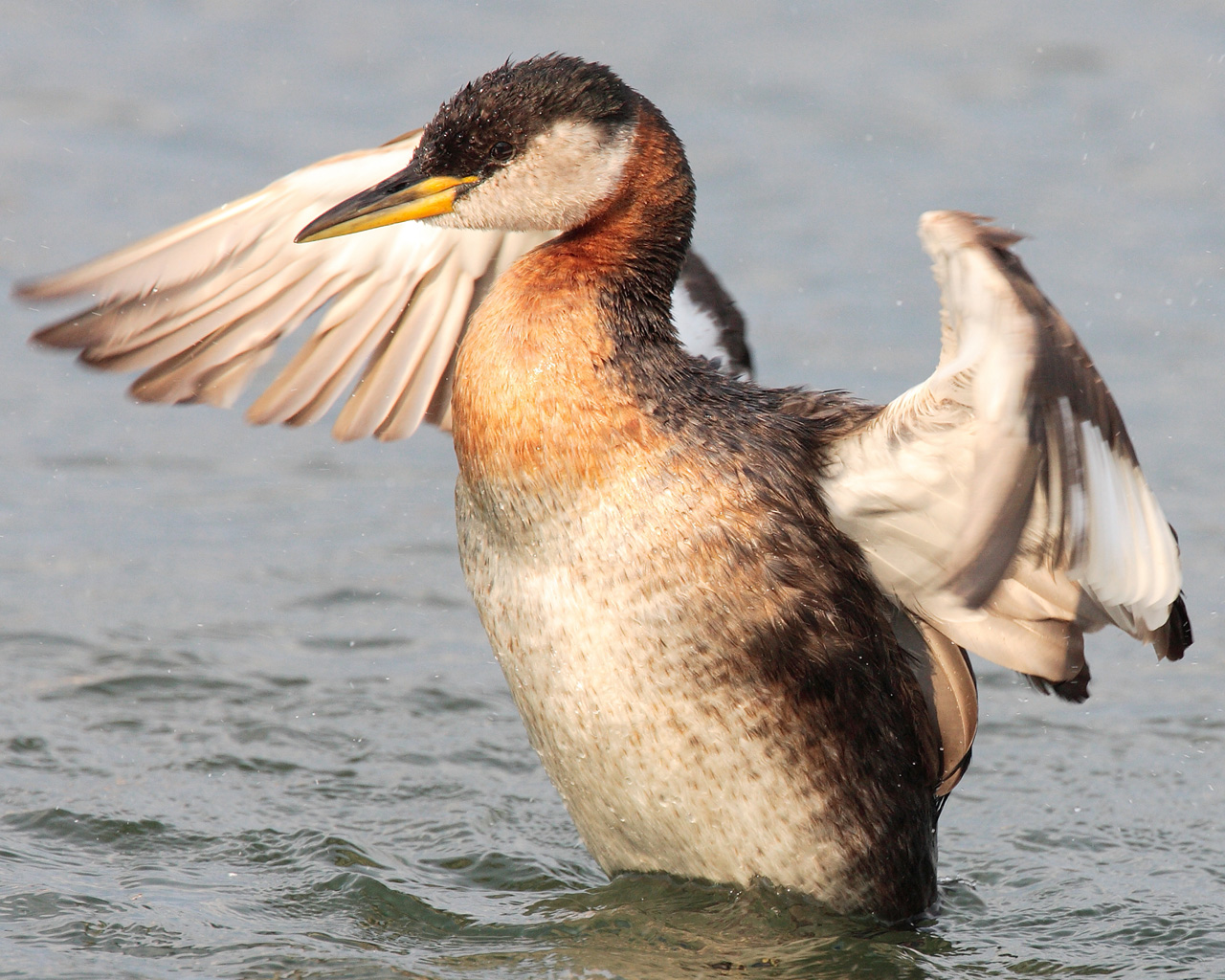
Пірникоза сірощока, Podiceps grisegena

- Пірникоза мала, Tachybaptus ruficollis
- Пірникоза сірощока, Podiceps grisegena (A)
- Пірникоза велика, Podiceps cristatus
- Пірникоза чорношия, Podiceps nigricollis

## Голубоподібні
Родина: Голубові (Columbidae)
- Голуб сизий, Columba livia
- Голуб-синяк, Columba oenas
- Припутень, Columba palumbus (A)

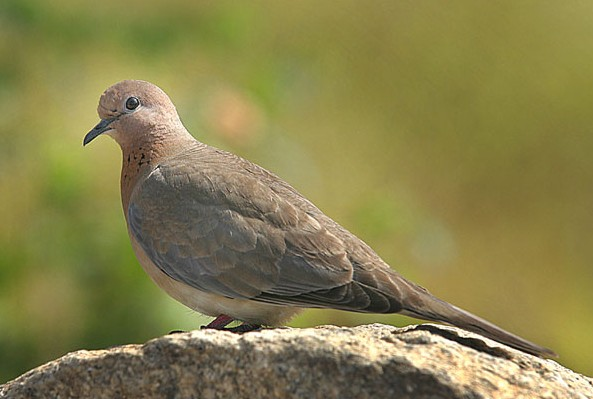
Горлиця мала, Spilopelia senegalensis

- Горлиця звичайна, Streptopelia turtur
- Горлиця велика, Streptopelia orientalis (A)
- Горлиця садова, Streptopelia decaocto
- Горлиця мавританська(інші мови), Streptopelia roseogrisea
- Горлиця суданська(інші мови), Streptopelia decipiens (A)
- Горлиця мала, Spilopelia senegalensis
- Горлиця капська, Oena capensis
- Вінаго жовточеревий, Treron waalia (А)

## Рябкоподібні
Родина: Рябкові (Pteroclidae)

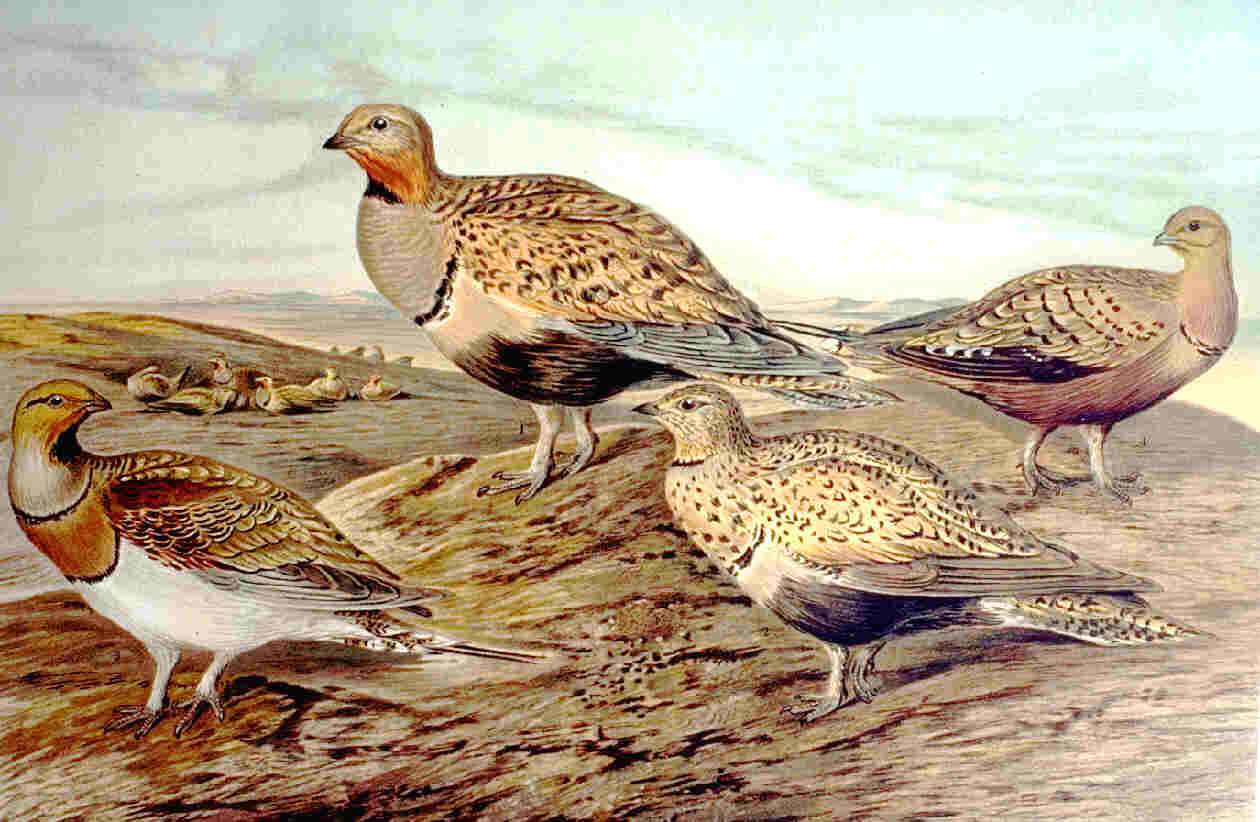
Рябок чорночеревий, Pterocles orientalis

- Рябок білочеревий, Pterocles alchata (A)
- Рябок пустельний, Pterocles exustus
- Рябок сенегальський, Pterocles senegallus
- Рябок чорночеревий, Pterocles orientalis
- Рябок рудоголовий, Pterocles coronatus
- Рябок абісинський, Pterocles lichtensteinii

## Дрохвоподібні
Родина: Дрохвові (Otididae)
- Дрохва, Otis tarda (A)
- Джек, Chlamydotis undulata

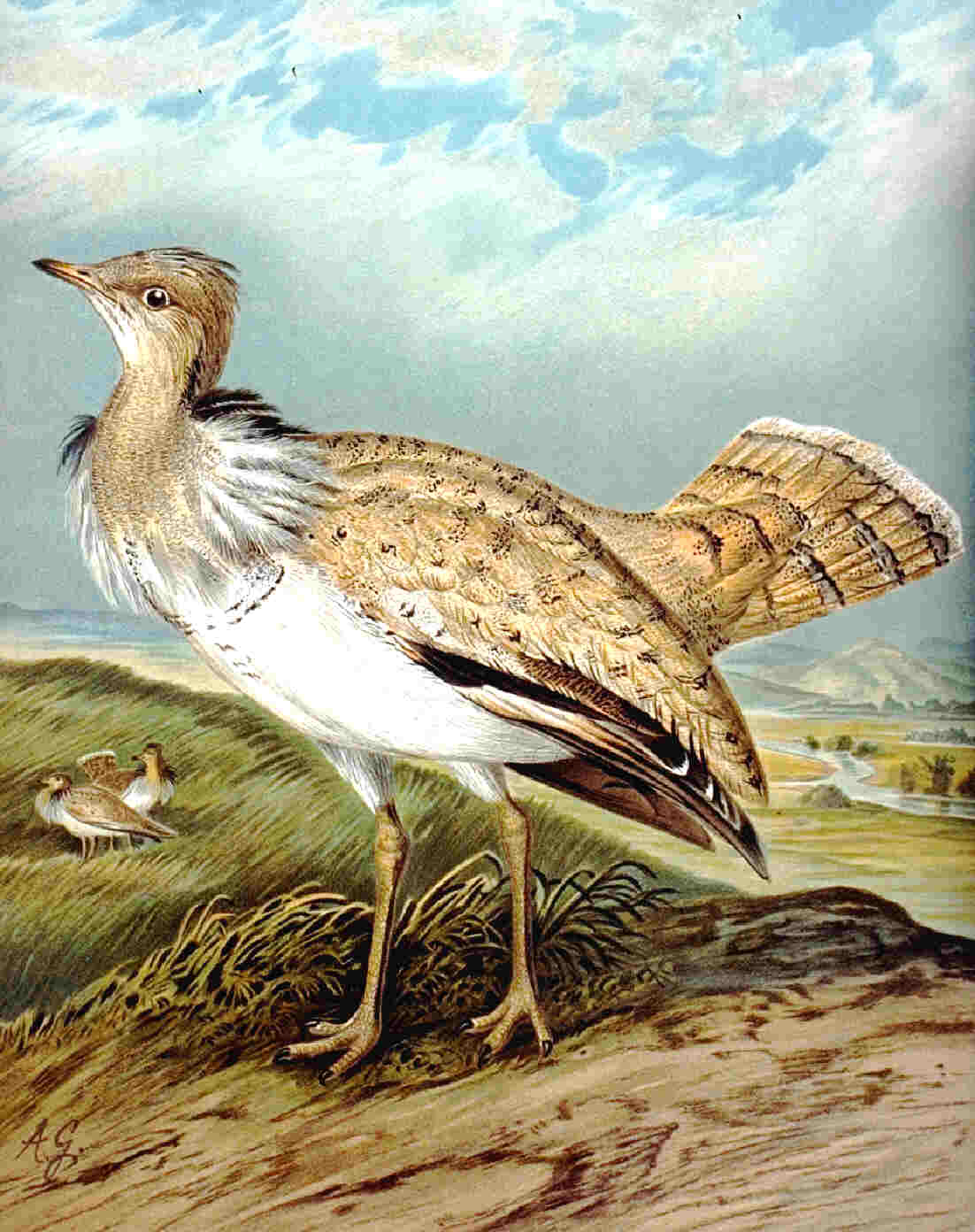
Джек, Chlamydotis undulata

- Chlamydotis macqueenii, Chlamydotis macqueenii
- Хохітва, Tetrax tetrax (Ex)

## Зозулеподібні
Родина: Зозулеві (Cuculidae)

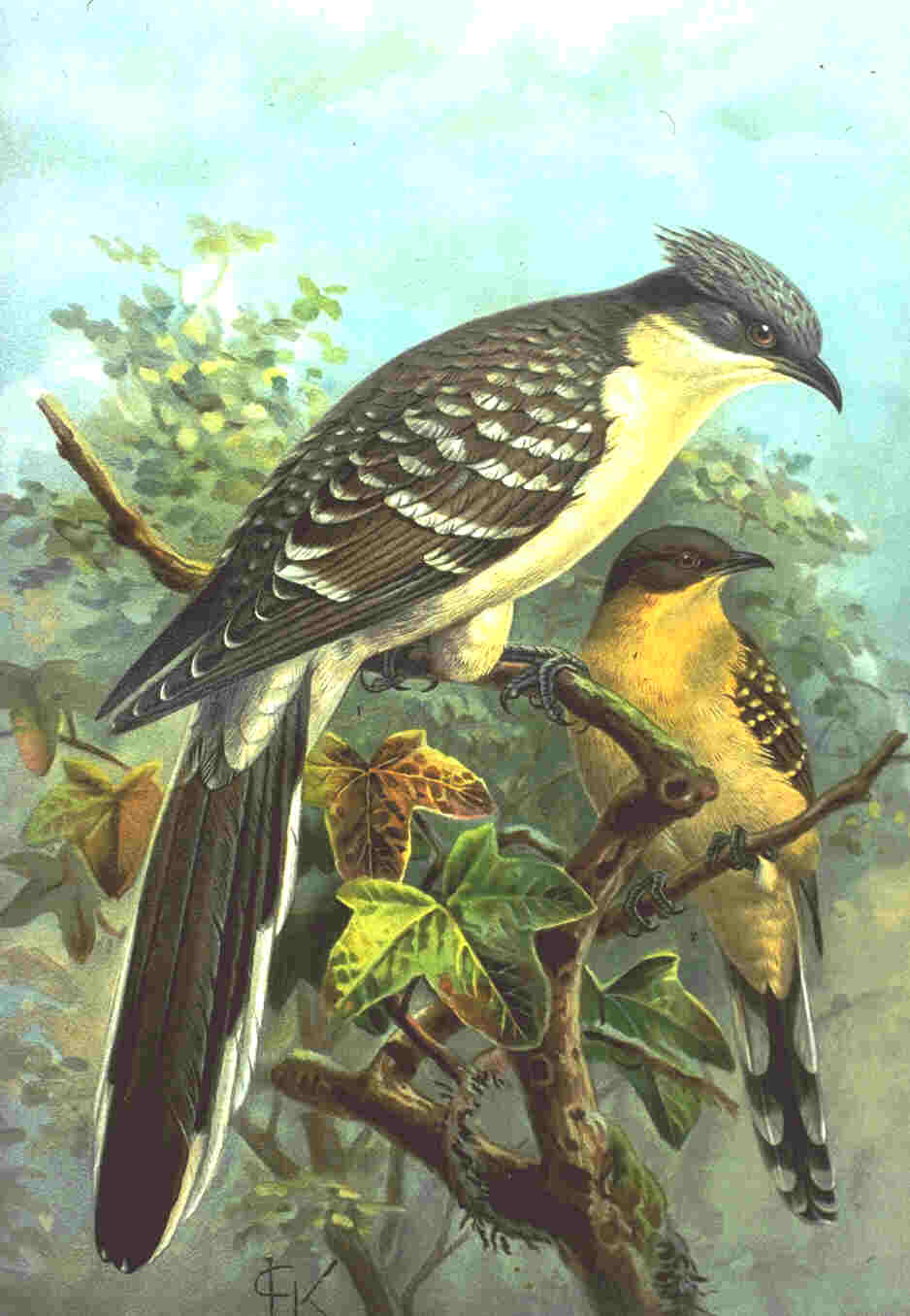
Зозуля чубата, Clamator glandarius

- Коукал сенегальський, Centropus senegalensis
- Зозуля чубата, Clamator glandarius
- Зозуля звичайна, Cuculus canorus

## Дрімлюгоподібні
Родина: Дрімлюгові (Caprimulgidae)
- Дрімлюга звичайний, Caprimulgus europaeus
- Дрімлюга буланий, Caprimulgus aegyptius

Родина: Серпокрильцеві (Apodidae)
- - Серпокрилець білочеревий, Tachymarptis melba
  - Серпокрилець чорний, Apus apus
  - Серпокрилець блідий, Apus pallidus
  - Серпокрилець малий, Apus affinis

## Журавлеподібні
Родина: Пастушкові (Rallidae)
- Пастушок, Rallus aquaticus
- Деркач, Crex crex

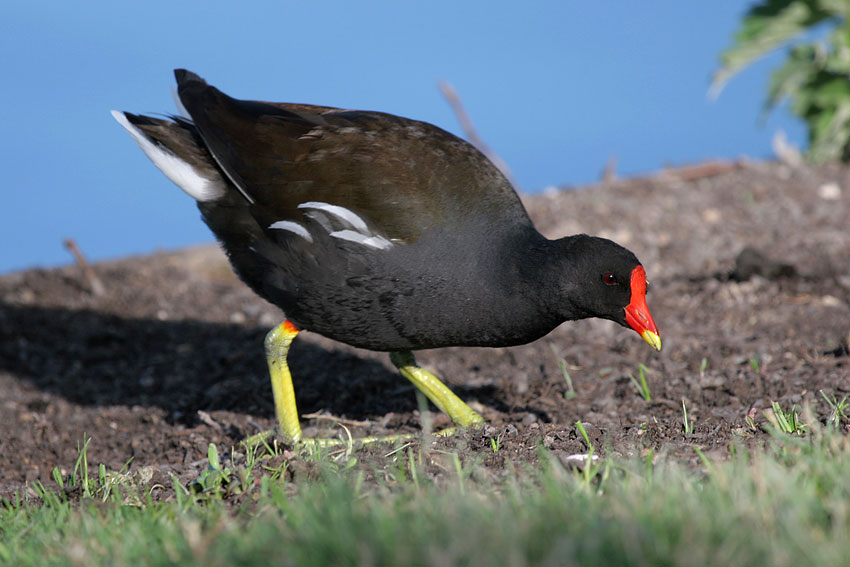
Курочка водяна, Gallinula chloropus

- Погонич звичайний, Porzana porzana
- Курочка водяна, Gallinula chloropus
- Курочка мала, Gallinula angulata
- Лиска, Fulica atra
- Султанка африканська, Porphyrio alleni (A)
- Султанка зеленоспинна, Porphyrio madagascariensis
- Погонич малий, Zapornia parva
- Погонич-крихітка, Zapornia pusilla

Родина: Журавлеві (Gruidae)

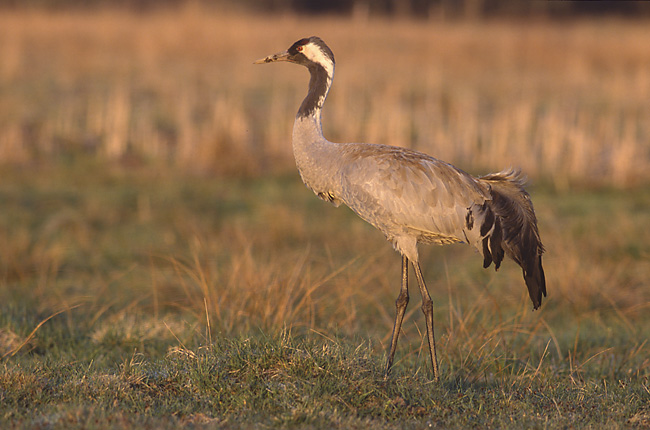
Журавель сірий, Grus grus

- Журавель степовий, Anthropoides virgo
- Журавель сірий, Grus grus

## Сивкоподібні
Родина: Лежневі (Burhinidae)
- Лежень, Burhinus oedicnemus

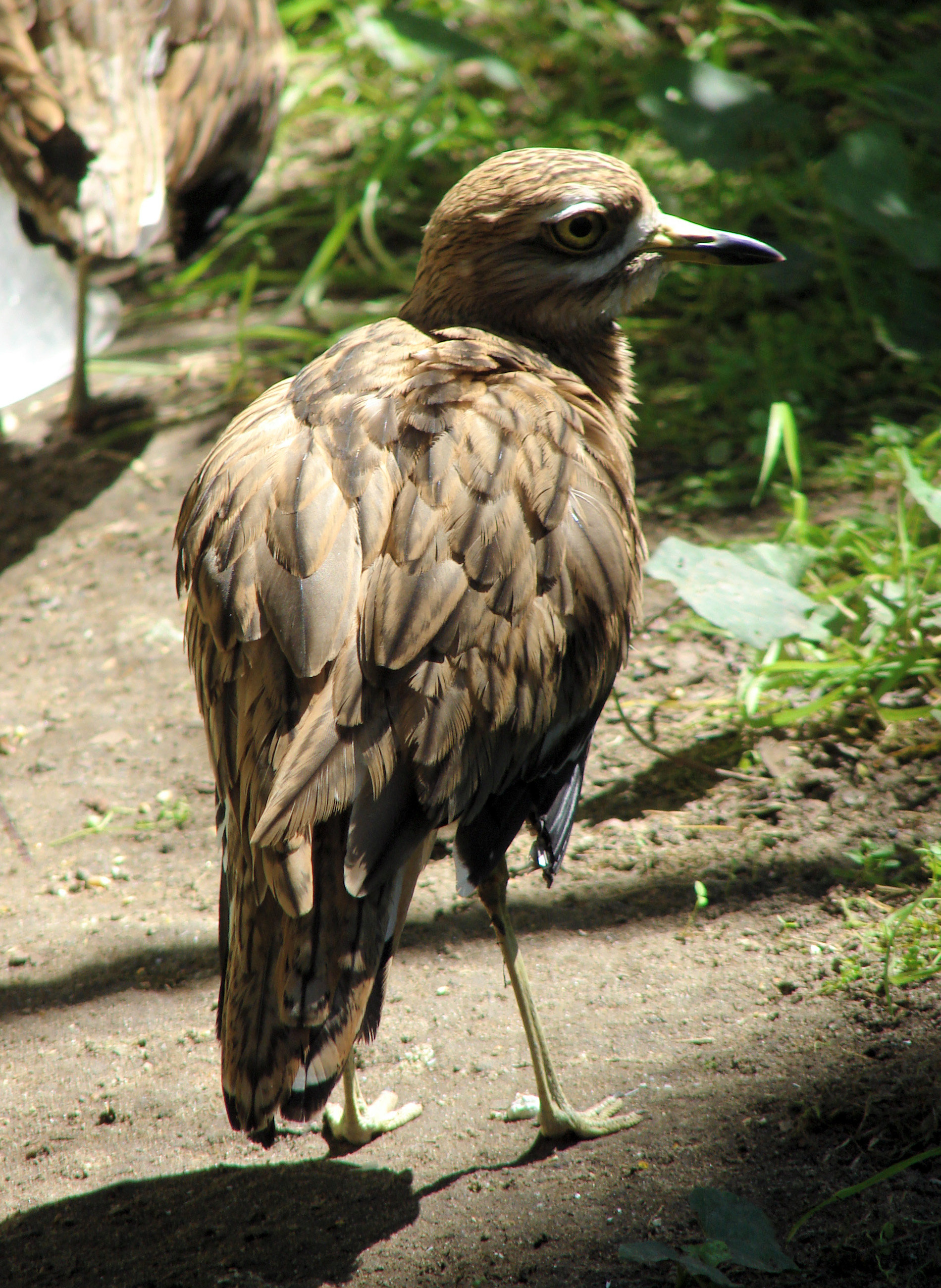
Лежень, Burhinus oedicnemus

- Лежень річковий, Burhinus senegalensis

Родина : Pluvianidae
- Бігунець єгипетський, Pluvianus aegyptius

Родина: Чоботарові (Recurvirostridae)
- Кулик-довгоніг, Himantopus himantopus
- Чоботар, Recurvirostra avosetta

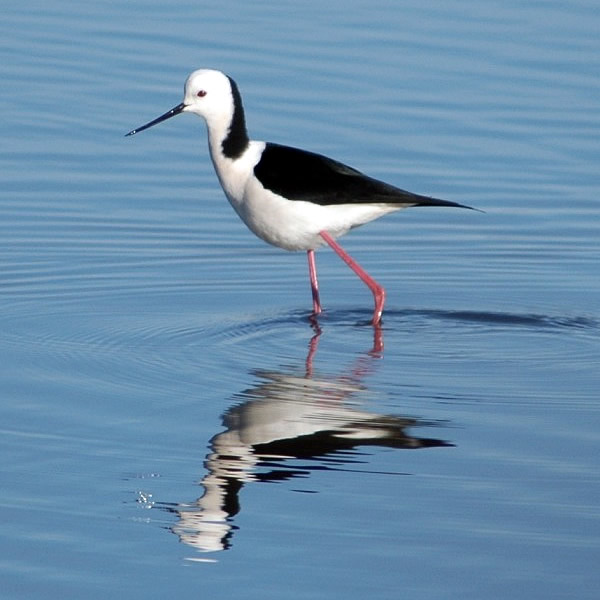
Кулик-сорока, Haematopus ostralegus

Родина: Куликосорокові (Haematopodidae)
- Кулик-сорока, Haematopus ostralegus

Родина: Сивкові (Charadriidae)

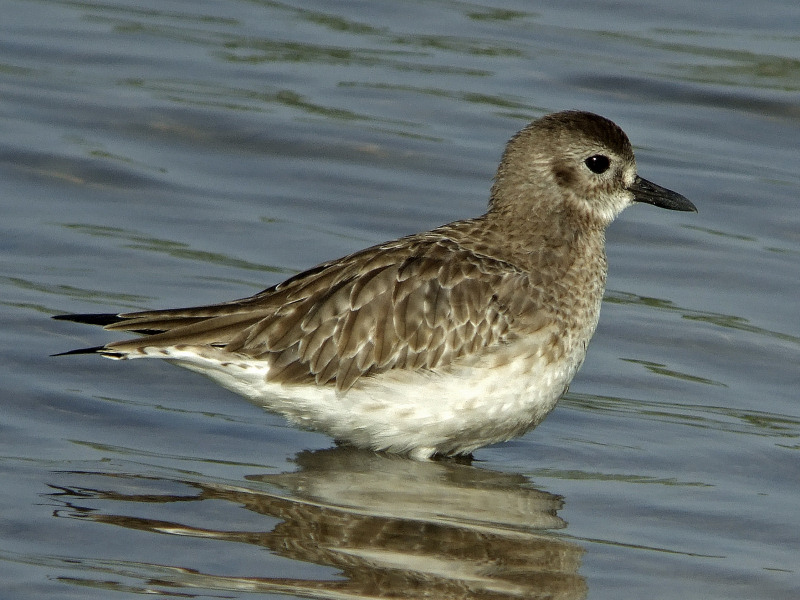
Сивка морська, Pluvialis squatarola

- Сивка морська, Pluvialis squatarola
- Сивка звичайна, Pluvialis apricaria
- Сивка бурокрила, Pluvialis fulva
- Чайка звичайна, Vanellus vanellus
- Чайка шпорова, Vanellus spinosus
- Чайка степова, Vanellus gregarius
- Чайка білохвоста, Vanellus leucurus
- Пісочник монгольський, Charadrius mongolus
- Пісочник товстодзьобий, Charadrius leschenaultii
- Пісочник каспійський, Charadrius asiaticus
- Charadrius denararius, Charadrius denararius
- Пісочник морський, Charadrius alexandrinus
- Пісочник великий, Charadrius hiaticula
- Пісочник малий, Charadrius dubius
- Пісочник білобровий, Charadrius tricollaris
- Хрустан, Charadrius morinellus

Родина: Мальованцеві
- Мальованець афро-азійський, Rostratula benghalensis

Родина: Баранцеві (Scolopacidae)
- Кульон середній, Numenius phaeopus
- Кульон тонкодзьобий, Numenius tenuirostris
- Кульон великий, Numenius arquata
- Грицик малий, Limosa lapponica
- Грицик великий, Limosa limosa
- Крем'яшник звичайний, Arenaria interpres
- Побережник ісландський, Calidris canutus
- Брижач, Calidris pugnax
- Побережник болотяний, Calidris falcinellus
- Побережник червоногрудий, Calidris ferruginea
- Побережник білохвостий, Calidris temminckii
- Побережник довгопалий, Calidris subminuta
- Побережник білий, Calidris alba
- Побережник чорногрудий, Calidris alpina
- Побережник малий, Calidris minuta
- Побережник арктичний, Calidris melanotos (A)
- Баранець малий, Lymnocryptes minimus
- Слуква, Scolopax rusticola
- Баранець великий, Gallinago media
- Баранець звичайний, Gallinago gallinago
- Мородунка, Xenus cinereus
- Плавунець круглодзьобий, Phalaropus lobatus
- Плавунець плоскодзьобий, Phalaropus fulicarius
- Набережник, Actitis hypoleucos
- Коловодник лісовий, Tringa ochropus
- Коловодник чорний, Tringa erythropus
- Коловодник великий, Tringa nebularia
- Коловодник ставковий, Tringa stagnatilis
- Коловодник болотяний, Tringa glareola
- Коловодник звичайний, Tringa totanus

Родина: Крабоїдові (Dromadidae)
- Крабоїд, Dromas ardeola

Родина: Дерихвостові (Glareolidae)
- Бігунець пустельний, Cursorius cursor
- Дерихвіст лучний, Glareola pratincola
- Дерихвіст забайкальський, Glareola maldivarum (A)
- Дерихвіст степовий, Glareola nordmanni

Родина: Поморникові (Stercorariidae)
- Поморник середній, Stercorarius pomarinus
- Поморник короткохвостий, Stercorarius parasiticus
- Поморник довгохвостий, Stercorarius longicaudus

Родина: Мартинові
- Мартин трипалий, Rissa tridactyla

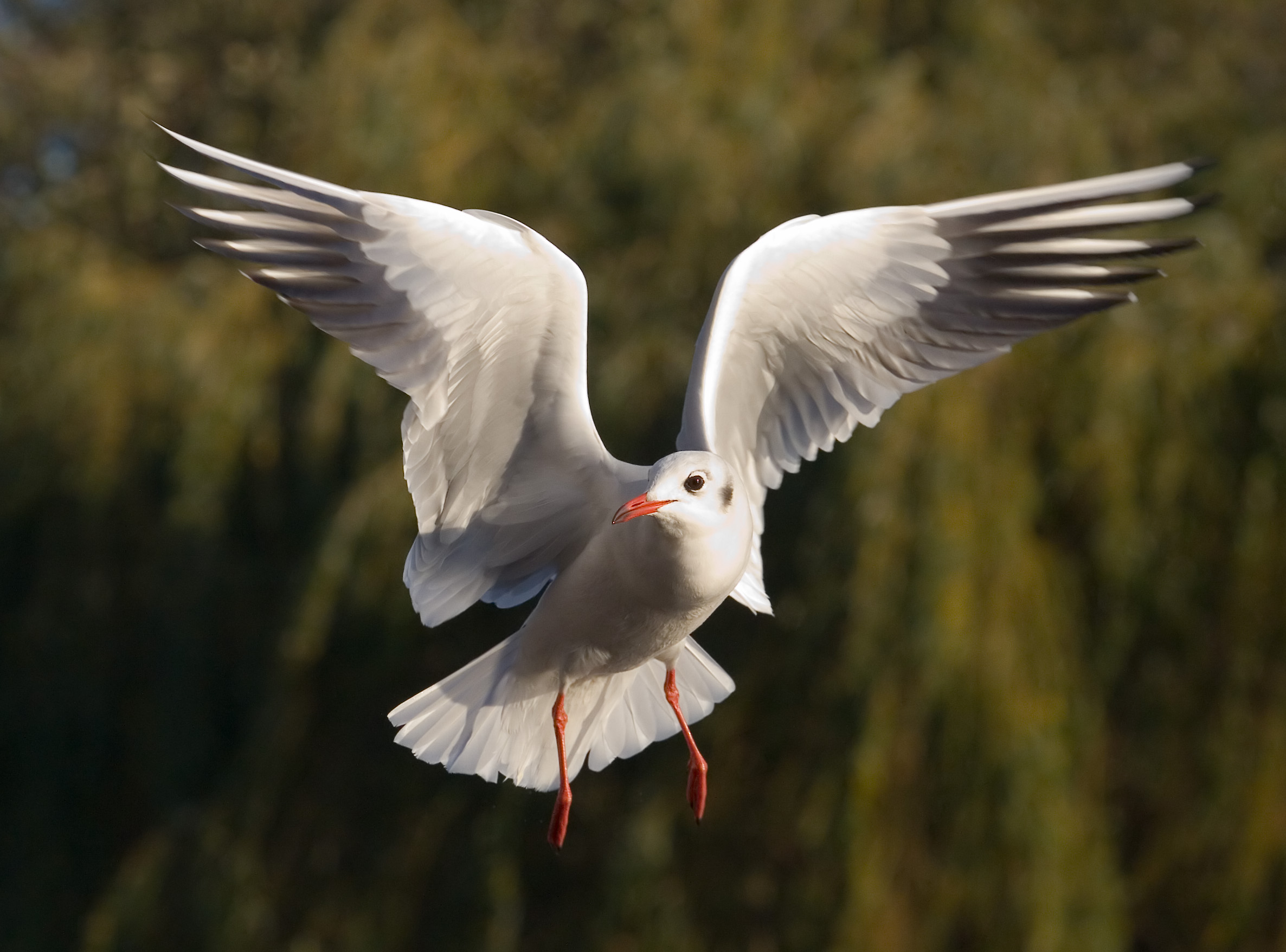
Мартин звичайний, Chroicocephalus ridibundus

- Мартин тонкодзьобий, Chroicocephalus genei
- Мартин сіроголовий, Chroicocephalus cirrocephalus (A)
- Мартин звичайний, Chroicocephalus ridibundus
- Мартин малий, Hydrocoloeus minutus
- Мартин ставковий, Leucophaeus pipixcan (A)
- Мартин середземноморський, Ichthyaetus melanocephalus
- Мартин червономорський, Ichthyaetus leucophthalmus
- Мартин аденський, Ichthyaetus hemprichii
- Мартин каспійський, Ichthyaetus ichthyaetus
- Мартин сіроногий, Ichthyaetus audouinii
- Мартин сизий, Larus canus
- Мартин скельний, Larus michahellis
- Мартин жовтоногий, Larus cachinnans
- Мартин севанський, Larus armenicus
- Мартин чорнокрилий, Larus fuscus
- Крячок бурокрилий, Onychoprion anaethetus
- Крячок малий, Sternula albifrons
- Крячок мекранський, Sternula saundersi (A)
- Крячок чорнодзьобий, Gelochelidon nilotica
- Крячок каспійський, Hydroprogne caspia
- Крячок чорний, Chlidonias niger
- Крячок білокрилий, Chlidonias leucopterus
- Крячок білощокий, Chlidonias hybridus
- Крячок річковий, Sterna hirundo
- Крячок аравійський, Sterna repressa
- Крячок жовтодзьобий, Thalasseus bergii
- Крячок рябодзьобий, Thalasseus sandvicensis
- Крячок бенгальський, Thalasseus bengalensis
- Водоріз африканський, Rynchops flavirostris

## Фаетоноподібні
Родина: Фаетонові (Phaethontidae)
- Фаетон червонодзьобий, Phaethon aethereus

## Буревісникоподібні
Родина: Альбатросові Diomedeidae
- Альбатрос сірощокий, Thalassarche cauta (A)

Родина: Океанникові
- Океанник Вільсона, Oceanites oceanicus

Родина: Качуркові (Hydrobatidae)
- Качурка північна, Oceanodroma leucorhoa (А)

Родина: Буревісникові (Procellariidae)

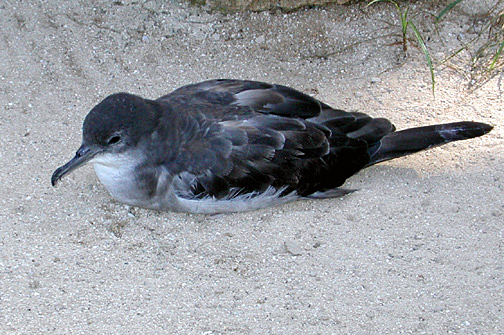
Буревісник клинохвостий, Ardenna pacifica

- Буревісник тихоокеанський, Calonectris leucomelas (A)
- Буревісник середземноморський, Calonectris diomedea
- Буревісник клинохвостий, Ardenna pacifica (A)
- Буревісник сивий, Ardenna grisea
- Буревісник східний, Puffinus yelkouan
- Puffinus mauretanicus, Puffinus mauretanicus (A)

## Лелекоподібні
Родина: Лелекові (Ciconiidae)
- Лелека-молюскоїд африканський, Anastomus lamelligerus (A)
- Лелека чорний, Ciconia nigra
- Лелека білий, Ciconia ciconia
- Марабу африканський, Leptoptilos crumenifer (А)
- Лелека-тантал африканський, Mycteria ibis

## Сулоподібні
Родина: Сулові (Sulidae)

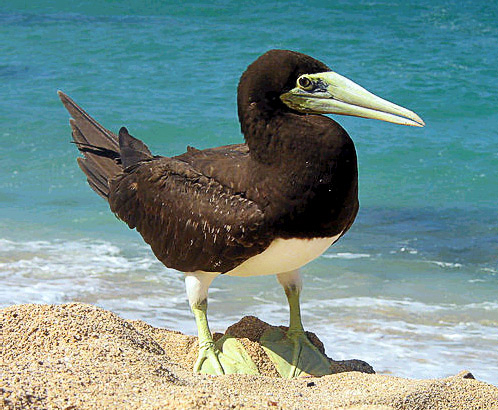
Сула білочерева, Sula leucogaster

- Сула жовтодзьоба, Sula dactylatra (A)
- Сула білочерева, Sula leucogaster
- Сула атлантична, Morus bassanus

Родина: Змієшийкові (Anhingidae)
- Змієшийка африканська, Anhinga rufa

Родина: Бакланові (Phalacrocoracidae)
- Баклан африканський, Microcarbo africanus (A)
- Баклан малий, Microcarbo pygmeus (А)
- Баклан великий, Phalacrocorax carbo
- Баклан чубатий, Phalacrocorax aristotelis (A)

## Пеліканоподібні
Родина: Пеліканові (Pelecanidae)

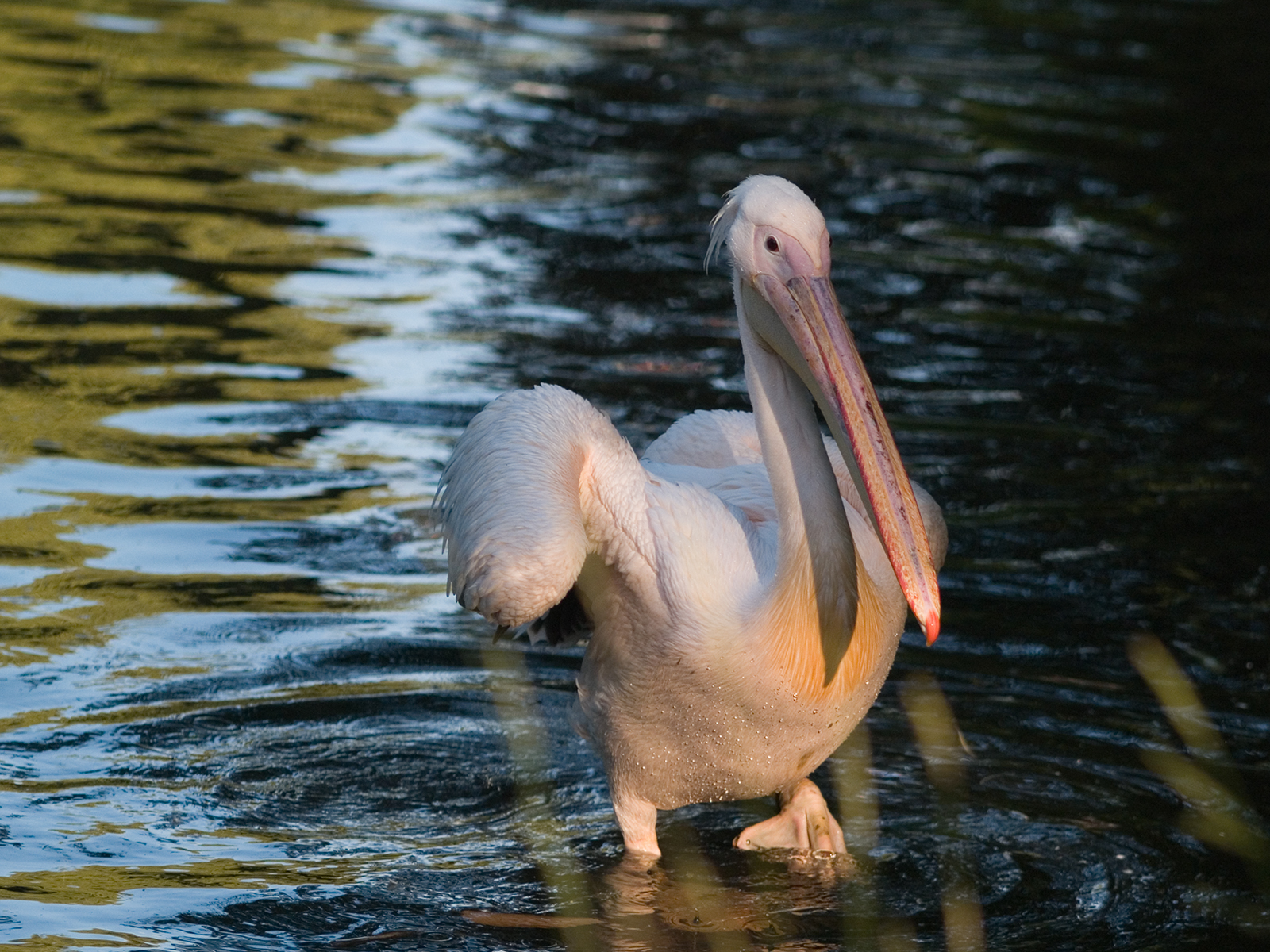
Пелікан рожевий, Pelecanus onocrotalus

- Пелікан рожевий, Pelecanus onocrotalus
- Пелікан африканський, Pelecanus rufescens
- Пелікан кучерявий, Pelecanus crispus

Родина: Чаплеві (Ardeidae)
- Бугай, Botaurus stellaris
- Жовтий жовтий, Ixobrychus sinensis (A)
- Бугайчик, Ixorbrychus minutus
- Бугайчик амурський Ixobrychus eurhythmus (A)
- Чапля сіра, Ardea cinerea
- Чапля чорноголова, Ardea melanocephala (A)
- Чапля-велетень, Ardea goliath
- Чапля руда, Ardea purpurea
- Чепура велика, Ardea alba
- Чепура мала, Egretta garzetta
- Чапля рифова, Egretta gularis
- Чапля єгипетська, Bubulcus ibis
- Чапля жовта, Ardeola ralloides
- Чапля мангрова, Butorides striata
- Квак, Nycticorax nycticorax

Родина: Ібісові (Threskiornithidae)
- Коровайка, Plegadis falcinellus

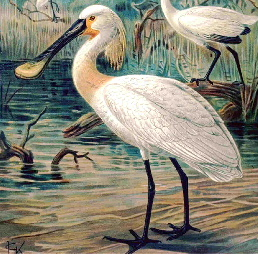
Косар, Letacorodia platalea

- Ібіс священний, Threskiornis aethiopicus (Ex)
- Косар, Letacorodia platalea

## Яструбоподібні
Родина: Скопові (Pandionidae)
- Скопа, Pandion haliaetus

Родина: Яструбові (Accipitridae)

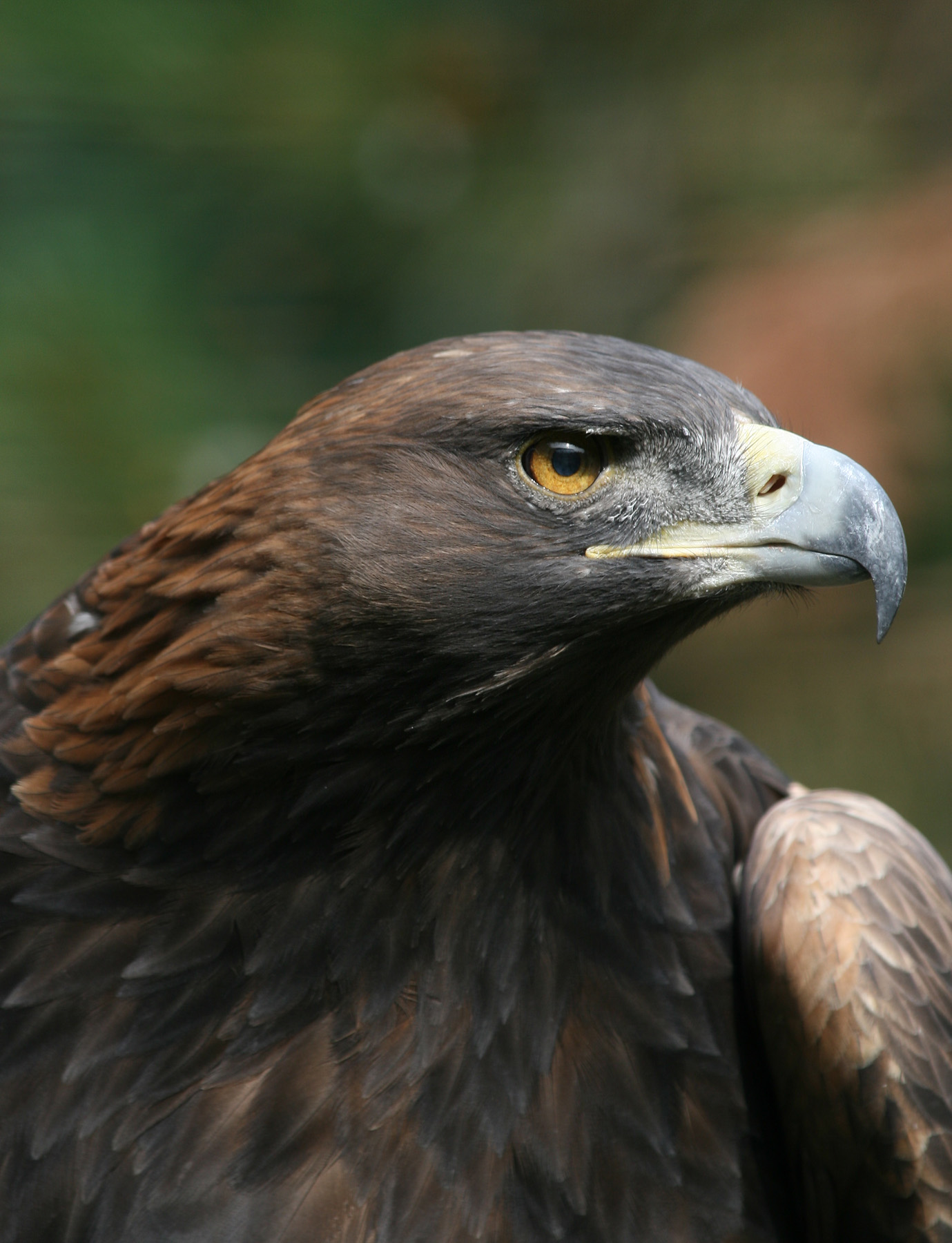
Беркут, Aquila chrysaetos

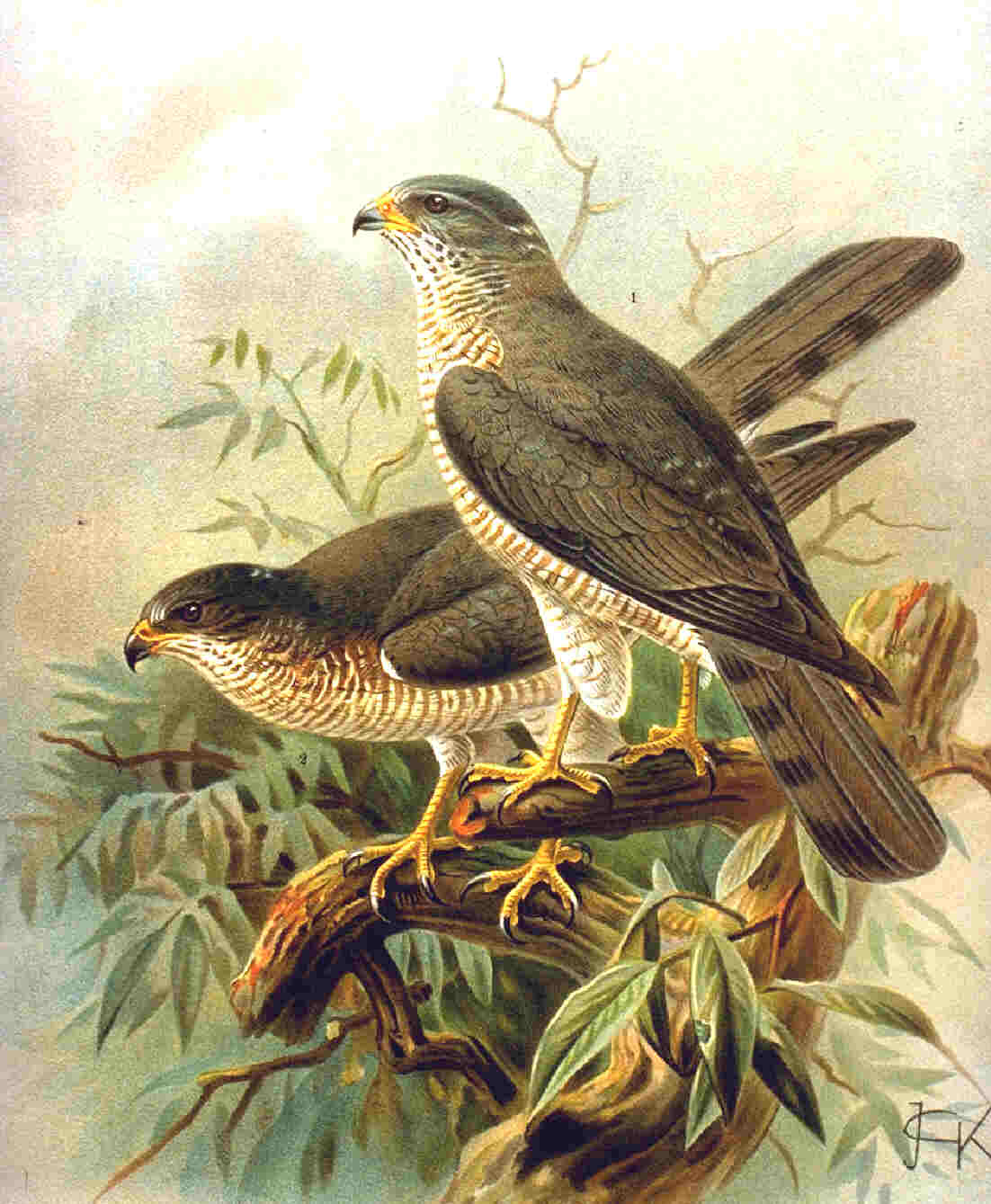
Яструб коротконогий, Accipiter brevipes

- Шуліка чорноплечий, Elanus caeruleus
- Ягнятник, Gypaetus barbatus
- Стерв'ятник, Neophron percnopterus
- Осоїд, Pernis apivorus
- Осоїд чубатий, Pernis ptilorhynchus (A)
- Гриф чорний, Aegypius monachus
- Гриф африканський, Torgos tracheliotos
- Сип африканський(інші мови), Gyps africanus (A)
- Сип плямистий, Gyps rueppelli
- Сип білоголовий, Gyps fulvus
- Орел-блазень(інші мови), Terathopius ecaudatus
- Змієїд, Circaetus gallicus
- Підорлик малий, Clanga pomarina
- Підорлик великий, Clanga clanga
- Орел білоголовий, Hieraaetus wahlbergi (A)
- Орел-карлик, Hieraaetus pennatus
- Орел рудий, Aquila rapax (A)
- Орел степовий, Aquila nipalensis
- Орел-могильник, Aquila heliaca
- Беркут, Aquila chrysaetos
- Орел кафрський, Aquila verreauxii
- Орел-карлик яструбиний, Aquila fasciata
- Габар, Micronisus gabar (A)
- Лунь очеретяний, Circus aeruginosus
- Лунь польовий, Circus cyaneus
- Лунь степовий, Circus macrourus
- Лунь лучний, Circus pygargus
- Яструб коротконогий, Accipiter brevipes
- Яструб малий, Accipiter nisus
- Яструб великий, Accipiter gentilis
- Шуліка рудий, Milvus milvus
- Шуліка чорний, Milvus migrans
- Орлан-білохвіст, Haliaeetus albicilla
- Орлан-крикун, Haliaeetus vocifer (A)
- Milvus aegyptius(інші мови), Milvus aegyptius
- Канюк звичайний, Buteo buteo
- Канюк степовий, Buteo rufinus

## Совоподібні
Родина: Сипухові (Tytonidae)
- Сипуха, Tyto alba

Родина: Совові (Strigidae)
- Совка, Otus scops
- Сплюшка булана, Otus brucei (A)
- Пугач звичайний, Bubo bubo

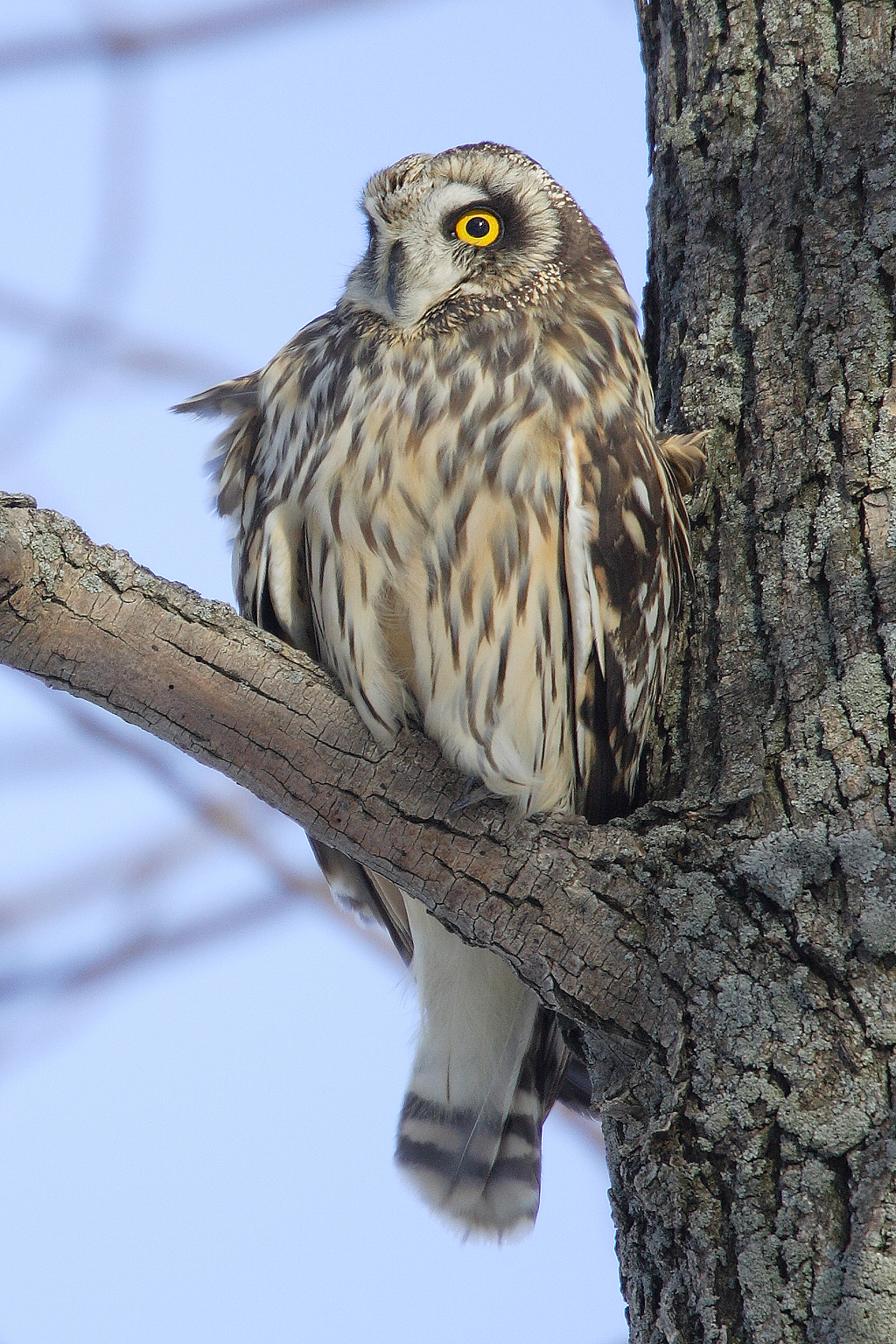
Сова болотяна, Asio flammeus

- Фараоновий орел-сова, Bubo ascalaphus
- Сич хатній, Athene noctua
- Сова бліда, Strix hadorami
- Сова вухата, Asio otus
- Сова болотяна, Asio flammeus

## Bucerotiformes
Родина: Одудові (Upupidae)
- Одуд, Upupa epops

## Сиворакшоподібні
Родина: Рибалочкові (Alcedinidae)

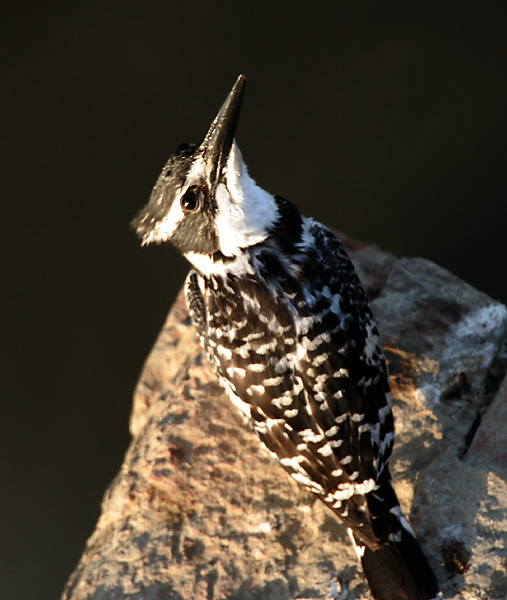
Рибалочка строкатий, Ceryle rudis

- Рибалочка блакитний, Alcedo atthis
- Альціон білогрудий, Halcyon smyrnensis
- Альціон білошиїй, Todiramphus chloris
- Рибалочка строкатий, Ceryle rudis

Родина: Бджолоїдкові (Meropidae)

Бджолоїдка звичайна, Merops apiaster

- Бджолоїдка мала, Merops orientalis
- Бджолоїдка зелена, Merops persicus
- Бджолоїдка звичайна, Merops apiaster

Родина: Сиворакшові (Coraciidae)
- Сиворакша, Coracias garrulus
- Сиворакша абісинська, Coracias abyssinicus (A)
- Широкорот африканський, Eurystomus glaucurus (A)

## Дятлоподібні
Родина : Дятлові (Picidae)
- Крутиголовка, Jynx torquilla
- Дятел сирійський, Dendrocopos syriacus

## Соколоподібні
Родина: Соколові (Falconidae)
- Боривітер степовий, Falco naumanni
- Боривітер звичайний, Falco tinnunculus
- Кібчик, Falco vespertinus
- Підсоколик Елеонори, Falco eleonorae
- Підсоколик сірий, Falco concolor
- Підсоколик малий, Falco columbarius
- Підсоколик великий, Falco subbuteo
- Ланер, Falco biarmicus
- Балабан, Falco cherrug (А)
- Сапсан, Falco peregrinus

## Папугоподібні
Родина: Psittaculidae
- Папуга Крамера, Psittacula krameri (I)

## Горобцеподібні
Родина: Вивільгові (Oriolidae)

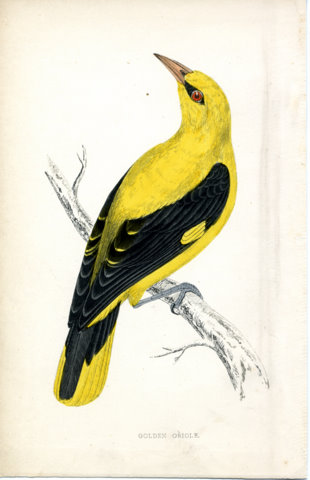
Вивільга звичайна, Oriolus oriolus

- Вивільга звичайна, Oriolus oriolus

Родина : Гладіаторові (Malaconotidae)
- Чагра червоногорла, Rhodophoneus cruentus

Родина: Сорокопудові (Laniidae)
- Сорокопуд терновий, Lanius collurio
- Lanius phoenicuroides(інші мови)
- Сорокопуд рудохвостий, Lanius isabellinus (A)
- Сорокопуд сірий, Lanius excubitor
- Сорокопуд чорнолобий, Lanius minor
- Сорокопуд білолобий, Lanius nubicus
- Сорокопуд червоноголовий, Lanius senator

Родина: Воронові

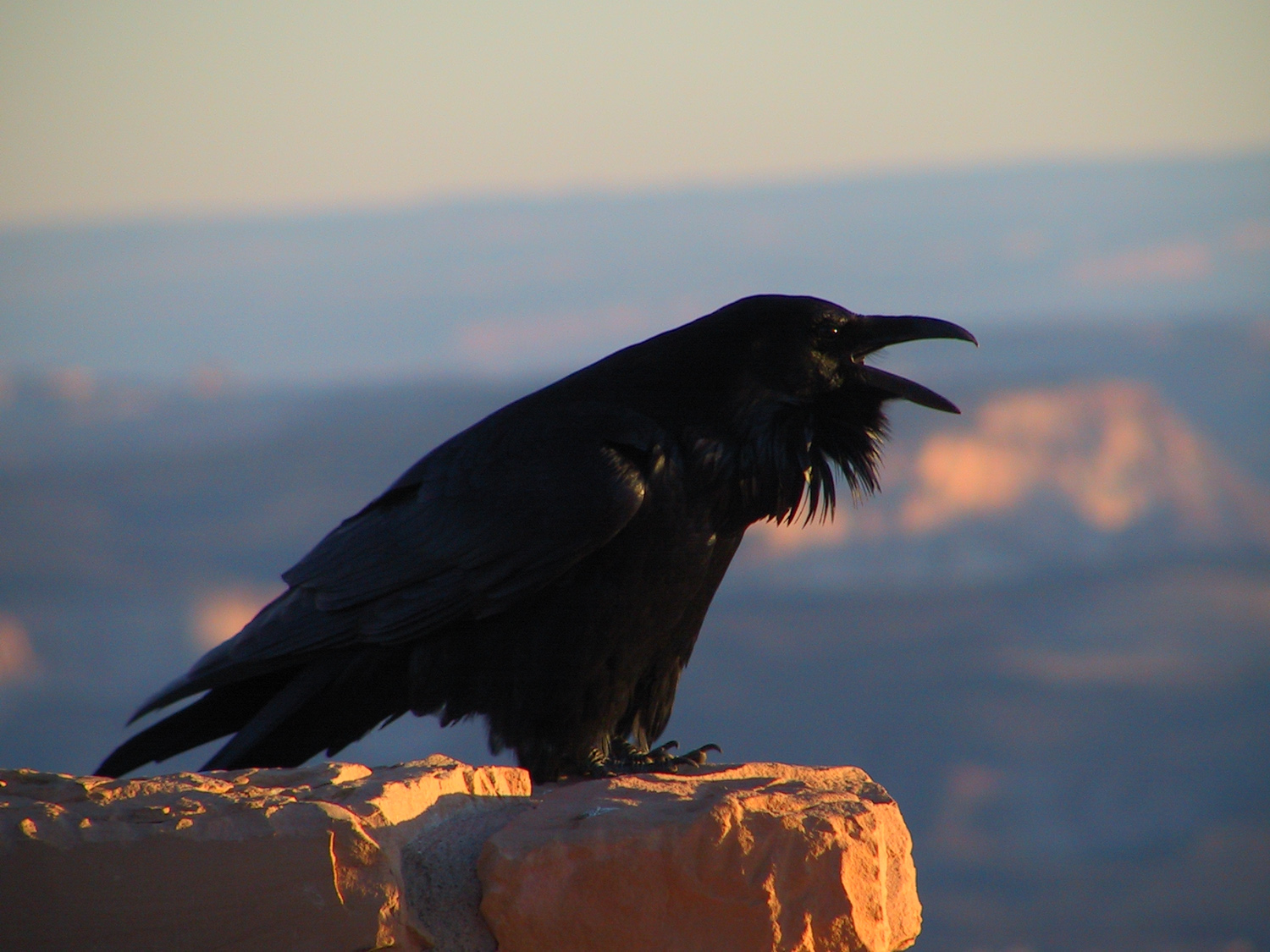
Крук, Corvus corax

- Ворона індійська, Corvus splendens (I)
- Грак, Corvus frugilegus
- Ворона чорна, Corvus corone
- Ворона сіра, Corvus cornix
- Крук строкатий, Corvus albus (A)
- Крук пустельний, Corvus ruficollis
- Крук короткохвостий, Corvus rhipidurus
- Крук, Corvus corax

Родина: Синицеві
- Синиця велика, Parus major

Родина: Ремезові (Remizidae)
- Ремез, Remiz pendulinus

Родина: Жайворонкові (Alaudidae)
- Пікір великий, Alaemon alaudipes

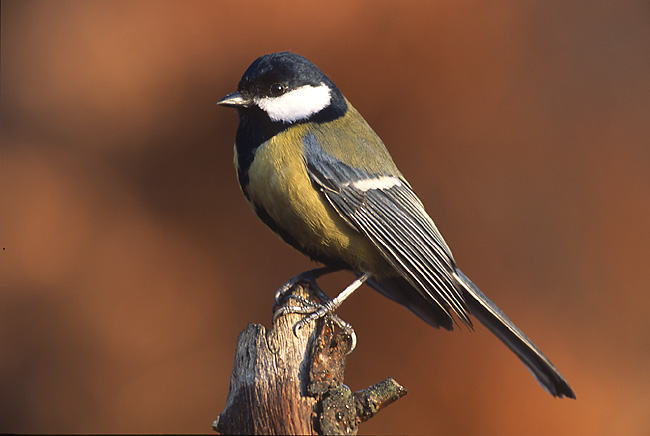
Синиця велика, Parus major

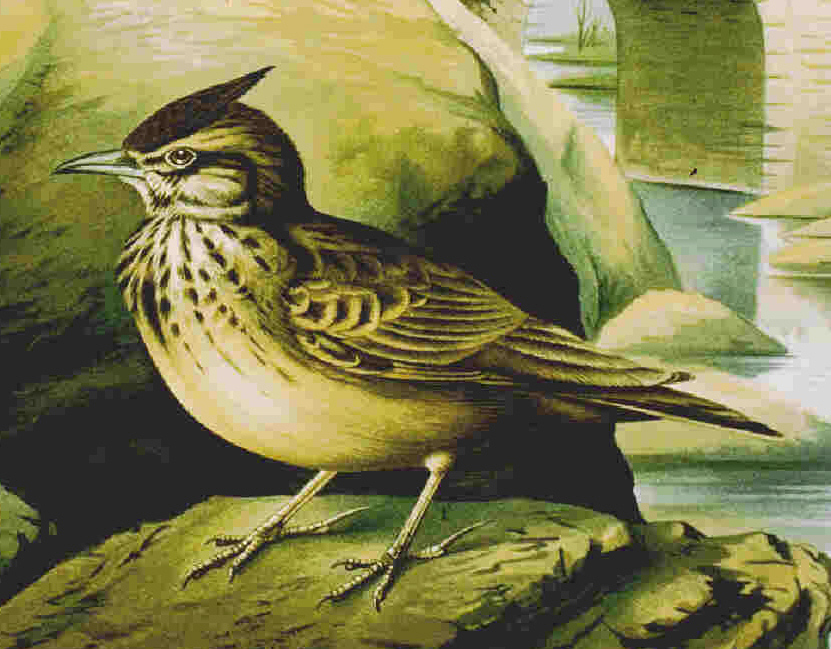
Посмітюха короткопала, Galerida theklae

- Жайворонок товстодзьобий, Ramphocoris clotbey
- Жайворонок вохристий, Ammomanes cinctura
- Жайворонок пустельний, Ammomanes deserti
- Жервінчик білолобий, Eremopterix nigriceps
- Жайворонок близькосхідний, Eremophila bilopha
- Жайворонок малий, Calandrella brachydactyla
- Жайворонок двоплямистий, Melanocorypha bimaculata
- Жайворонок степовий, Melanocorypha calandra
- Жайворонок Дюпона, Chersophilus duponti
- Жайворонок сірий, Alaudala rufescens
- Жайворонок лісовий, Lullula arborea
- Жайворонок польовий, Alauda arvensis
- Жайворонок індійський, Alauda gulgula
- Посмітюха короткопала, Galerida theklae (А)
- Посмітюха, Galerida cristata

Родина: Тамікові (Cisticolidae)
- Принія афро-азійська, Prinia gracilis
- Таміка віялохвоста, Cisticola juncidis

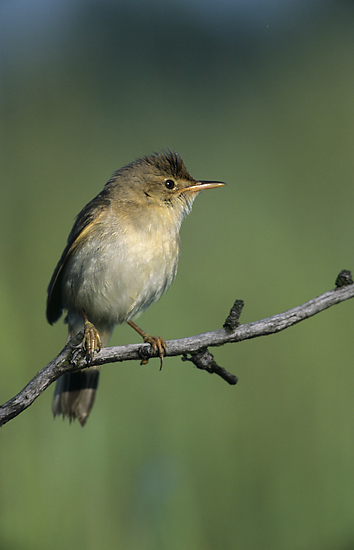
Очеретянка чагарникова, Acrocephalus palustris

Родина: Очеретянкові (Acrocephalidae)
- Очеретянка товстодзьоба, Arundinax aedon (А)
- Берестянка мала, Iduna caligata
- Берестянка бліда, Iduna pallida
- Берестянка західна, Iduna opaca (A)
- Берестянка пустельна, Hippolais languida
- Берестянка оливкова, Hippolais olivetorum
- Берестянка звичайна, Hippolais icterina
- Очеретянка прудка, Acrocephalus paludicola (A)
- Очеретянка тонкодзьоба, Acrocephalus melanopogon
- Очеретянка лучна, Acrocephalus schoenobaenus
- Очеретянка садова, Acrocephalus dumetorum
- Очеретянка чагарникова, Acrocephalus palustris
- Очеретянка ставкова, Acrocephalus scirpaceus
- Очеретянка велика, Acrocephalus arundinaceus
- Очеретянка південна, Acrocephalus stentoreus

Родина: Кобилочкові (Locustellidae)
- Кобилочка річкова, Locustella fluviatilis
- Кобилочка солов'їна, Locustella luscinioides
- Кобилочка-цвіркун, Locustella naevia

Родина: Ластівкові (Hirundinidae)

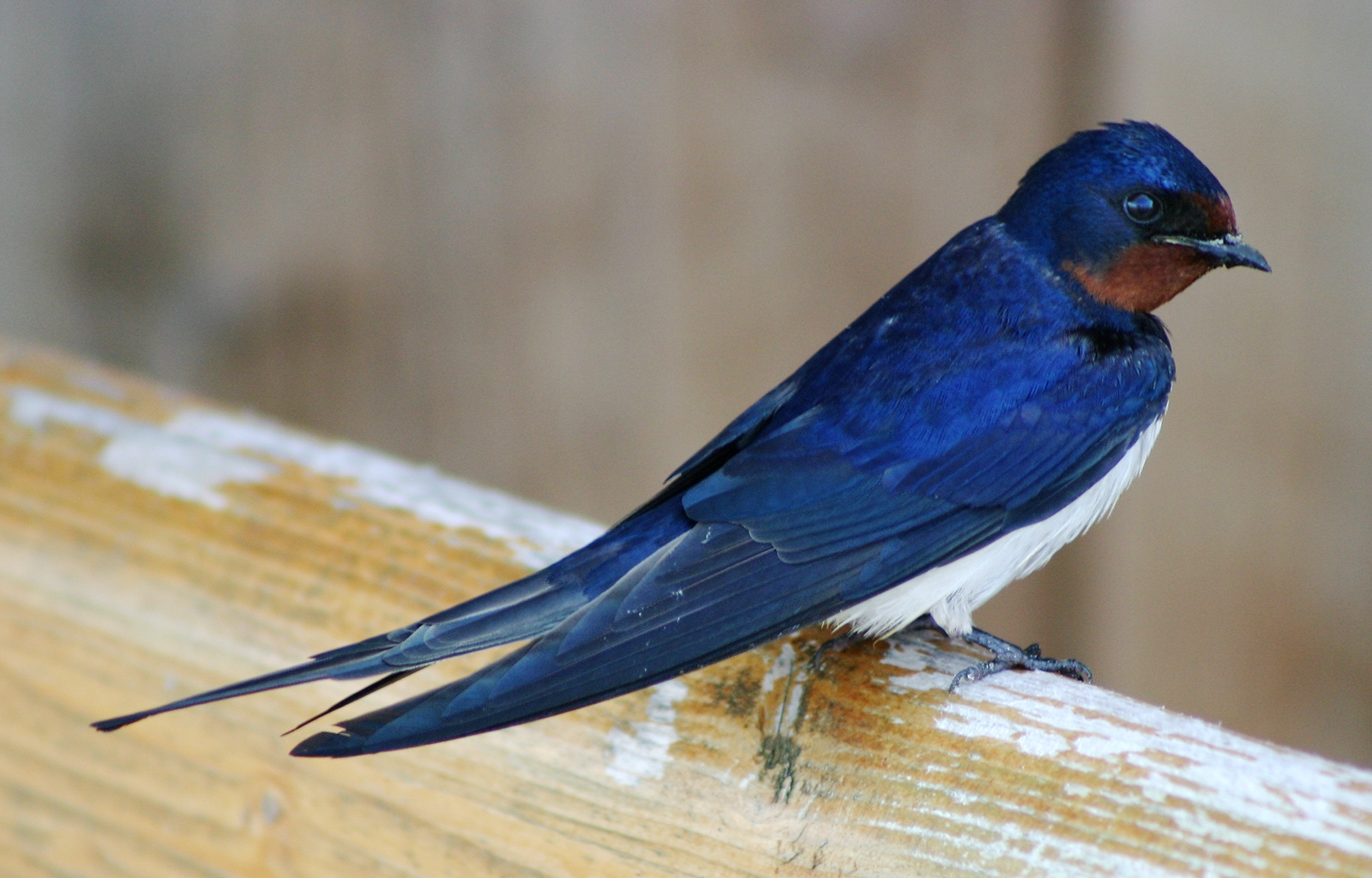
Ластівка сільська, Hirundo rustica

- Ластівка мала, Riparia paludicola (A)
- Ластівка берегова, Riparia riparia
- Ластівка білоброва, Riparia cincta (A)
- Ластівка скельна, Ptyonoprogne rupestris
- Ластівка афро-азійська, Ptyonopro fuligula
- Ластівка сільська, Hirundo rustica
- Ластівка ефіопська, Hirundo aethiopica (A)
- Ластівка даурська, Cecropis daurica
- Ясківка індійська, Petrochelidon fluvicola (A)
- Ластівка міська, Delichon urbicum

Родина: Бюльбюлеві (Pycnonotidae)
- Бюльбюль темноголовий, Pycnonotus barbatus
- Бюльбюль аравійський, Pycnonotus xanthopygos

Родина: Вівчарикові (Phylloscopidae)
- Вівчарик жовтобровий, Phylloscopus sibilatrix
- західного Бонеллі, Phylloscopus bonelli
- Східна перука Бонеллі, Phylloscopus orientalis
- Вівчарик лісовий, Phylloscopus inornatus
- Вівчарик бурий, Phylloscopus fuscatus (A)
- Вівчарик весняний, Phylloscopus trochilus
- Вівчарик-ковалик, Phylloscopus collybita
- Вівчарик зелений, Phylloscopus trochiloides

Родина: Вертункові (Scotocercidae)
- Вертунка, Scotocerca inquieta
- Очеретянка середземноморська, Cettia cetti

Родина: Кропив'янкові (Sylviidae)
- Кропив'янка чорноголова, Sylvia atricapilla
- Кропив'янка садова, Sylvia borin
- Кропив'янка пустельна, Sylvia nana
- Кропив'янка рябогруда, Sylvia nisoria
- Кропив'янка прудка, Sylvia curruca
- Кропив'янка аравійська, Curruca leucomelaena
- Кропив'янка товстодзьоба, Curruca crassirostris
- Кропив'янка кіпрська, Sylvia melanothorax
- Кропив'янка біловуса, Sylvia mystacea
- Кропив'янка Рюпеля, Sylvia ruppeli
- Кропив'янка червоновола, Sylvia cantillans
- Кропив'янка південноєвропейська, Curruca subalpina
- Кропив'янка середземноморська, Sylvia melanocephala
- Кропив'янка сіра, Sylvia communis
- Кропив'янка піренейська, Sylvia conspicillata
- Кропив'янка сардинська, Sylvia sarda

Родина: Leiothrichidae
- Кратеропа аравійська, Argya squamiceps
- Кратеропа сахарська, Argya fulva

Родина: Золотомушкові (Regulidae)
- Золотомушка жовточуба, Regulus regulus
- Золотомушка червоночуба, Regulus ignicapilla (A)

Родина: Шпакові (Sturnidae)
- Шпак звичайний, Sturnus vulgaris
- Шпак рожевий, Pastor roseus

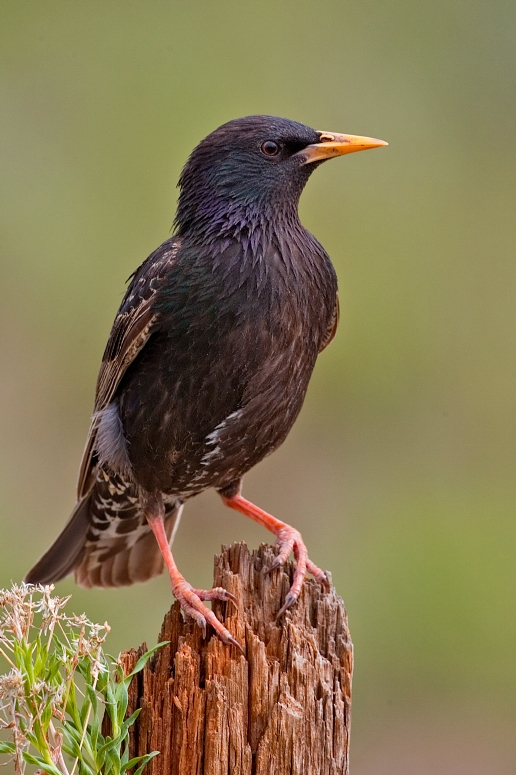
Шпак звичайний, Sturnus vulgaris

- Майна індійська, Acridotheres tristis (I)
- Моріо аравійський, Onychognathus tristramii

Родина: Дроздові (Turdidae)
- Дрізд-омелюх, Turdus viscivorus
- Дрізд співочий, Turdus philomelos
- Дрізд білобровий, Turdus iliacus
- Дрізд чорний, Turdus merula
- Чикотень, Turdus pilaris
- Дрізд гірський, Turdus torquatus

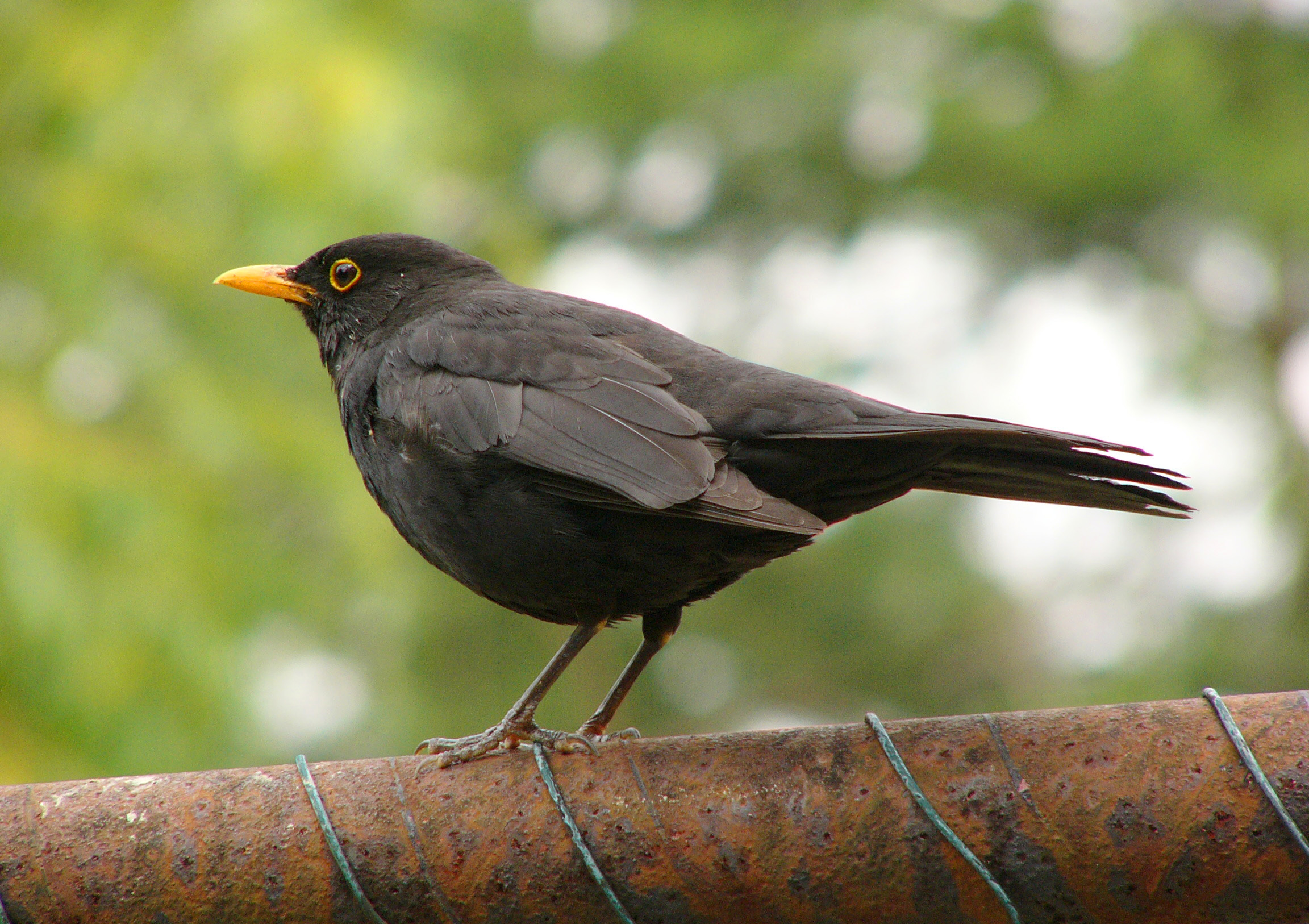
Дрізд чорний, Turdus merula

- Дрізд чорноволий, Turdus atrogularis (A)

Родина: Мухоловкові (Muscicapidae)
- Мухоловка сіра, Muscicapa striata

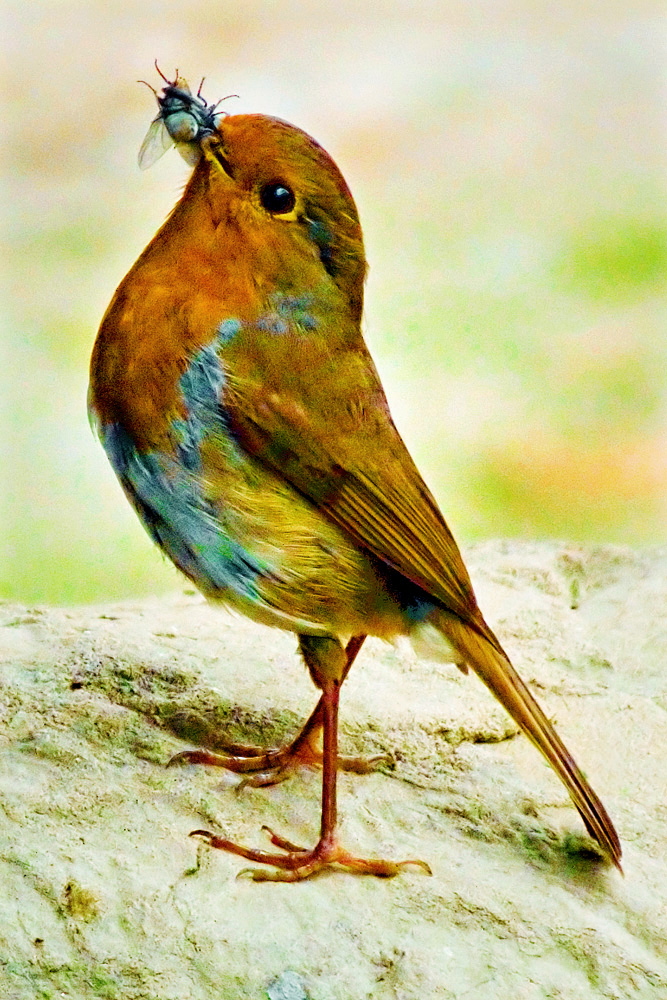
Вільшанка, Erithacus rubecula

- Альзакола чорна, Cercotrichas podobe (A)
- Соловейко рудохвостий, Cercotrichas galactotes
- Вільшанка, Erithacus rubecula
- Соловейко білогорлий, Irania gutturalis
- Соловейко східний, Luscinia luscinia
- Соловейко західний, Luscinia megarhynchos
- Синьошийка, Luscinia svecica
- Мухоловка мала, Ficedula parva
- Мухоловка кавказька, Ficedula semitorquata
- Мухоловка строката, Ficedula hypoleuca
- Мухоловка білошия, Ficedula albicollis
- Горихвістка звичайна, Phoenicurus phoenicurus
- Горихвістка чорна, Phoenicurus ochruros
- Скеляр строкатий, Monticola saxatilis
- Скеляр синій, Monticola solitarius
- Трав'янка лучна, Saxicola rubetra
- Трав'янка європейська, Saxicola rubicola
- Соловейко червоногорлий, Calliope calliope
- Трав'янка білошия, Saxicola maurus (A)
- Трав'янка чорна, Saxicola caprata (A)
- Трактрак чорнохвостий(інші мови), Cercomela melanura
- Кам'янка білоголова(інші мови), Oenanthe leucopyga
- Кам'янка білогруда, Oenanthe monacha (A)
- Кам'янка звичайна, Oenanthe oenanthe
- Кам'янка чорноспинна(інші мови), Oenanthe lugens
- Кам'янка чорношия(інші мови), Oenanthe finschii
- Кам'янка рудогуза, Oenanthe moesta
- Кам'янка лиса, Oenanthe pleschanka
- Кам'янка кіпрська, Oenanthe cypriaca
- Кам'янка іспанська, Oenanthe hispanica
- Кам'янка золотогуза(інші мови), Oenanthe xanthoprymna
- Кам'янка пустельна, Oenanthe deserti
- Кам'янка попеляста, Oenanthe isabellina

Родина: Омельгушкові (Hypocoliidae)
- Омельгушка, Hypocolius ampelinus (A)

Родина: Нектаркові (Nectariniidae)
- Саїманга довгохвоста, Hedydipna metallica
- Маріка палестинська, Cinnyris osea
- Маріка блискотлива, Cinnyris habessinicus (A)

Родина : Ткачикові (Ploceidae)
- Ткачик великий, Ploceus cucullatus (A)
- Ткачик смугастий, Ploceus manyar (I)

Родина: Астрильдові (Estrildidae)
- Бенгалик червоний, Amandava amandava (I)
- Сріблодзьоб індійський, Euodice malabarica (I)

Родина: Тинівкові (Prunellidae)
- Тинівка лісова, Prunella modularis

Родина : Горобцеві (Passeridae)

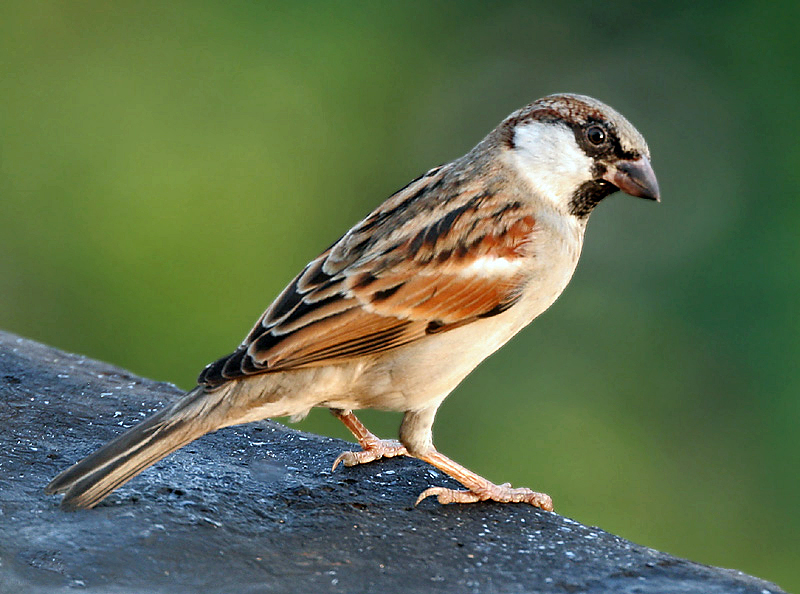
Горобець хатній, Passer domesticus

- Горобець хатній, Passer domesticus
- Горобець чорногрудий, Passer hispaniolensis
- Горобець месопотамський, Passer moabiticus (А)
- Горобець пустельний, Passer simplex (A)
- Горобець польовий, Passer montanus (A)
- Горобець лимонногорлий, Gymnornis xanthocollis (A)
- Горобець короткопалий, Carpospiza brachydactyla
- Горобець сніговий, Montifringilla nivalis (A)

Родина: Плискові (Motacillidae)
- Плиска гірська, Motacilla cinerea
- Плиска жовта, Motacilla flava

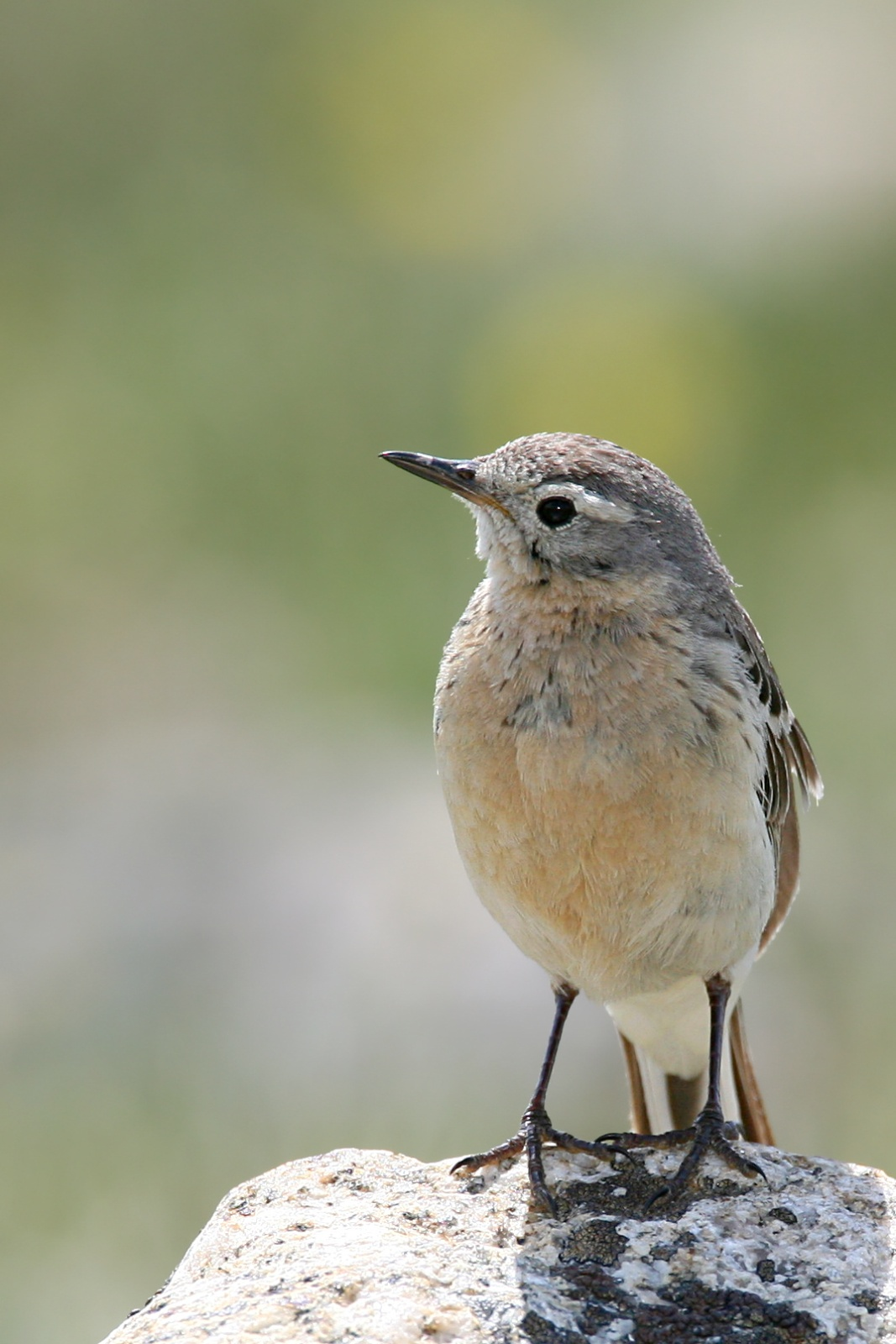
Щеврик американський, Anthus rubescens

- Плиска жовтоголова, Motacilla citreola (А)
- Плиска строката, Motacilla aguimp
- Плиска біла, Motacilla alba
- Щеврик азійський, Anthus richardi
- Щеврик рудий, Anthus cinnamomeus
- Щеврик довгодзьобий, Anthus similis
- Щеврик польовий, Anthus campestris
- Щеврик лучний, Anthus pratensis
- Щеврик лісовий, Anthus trivialis
- Щеврик червоногрудий, Anthus cervinus
- Щеврик гірський, Anthus spinoletta
- Щеврик американський, Anthus rubescens (A)

Родина: В'юркові (Fringillidae)
- Зяблик, Fringilla coelebs
- В'юрок, Fringilla montifringilla

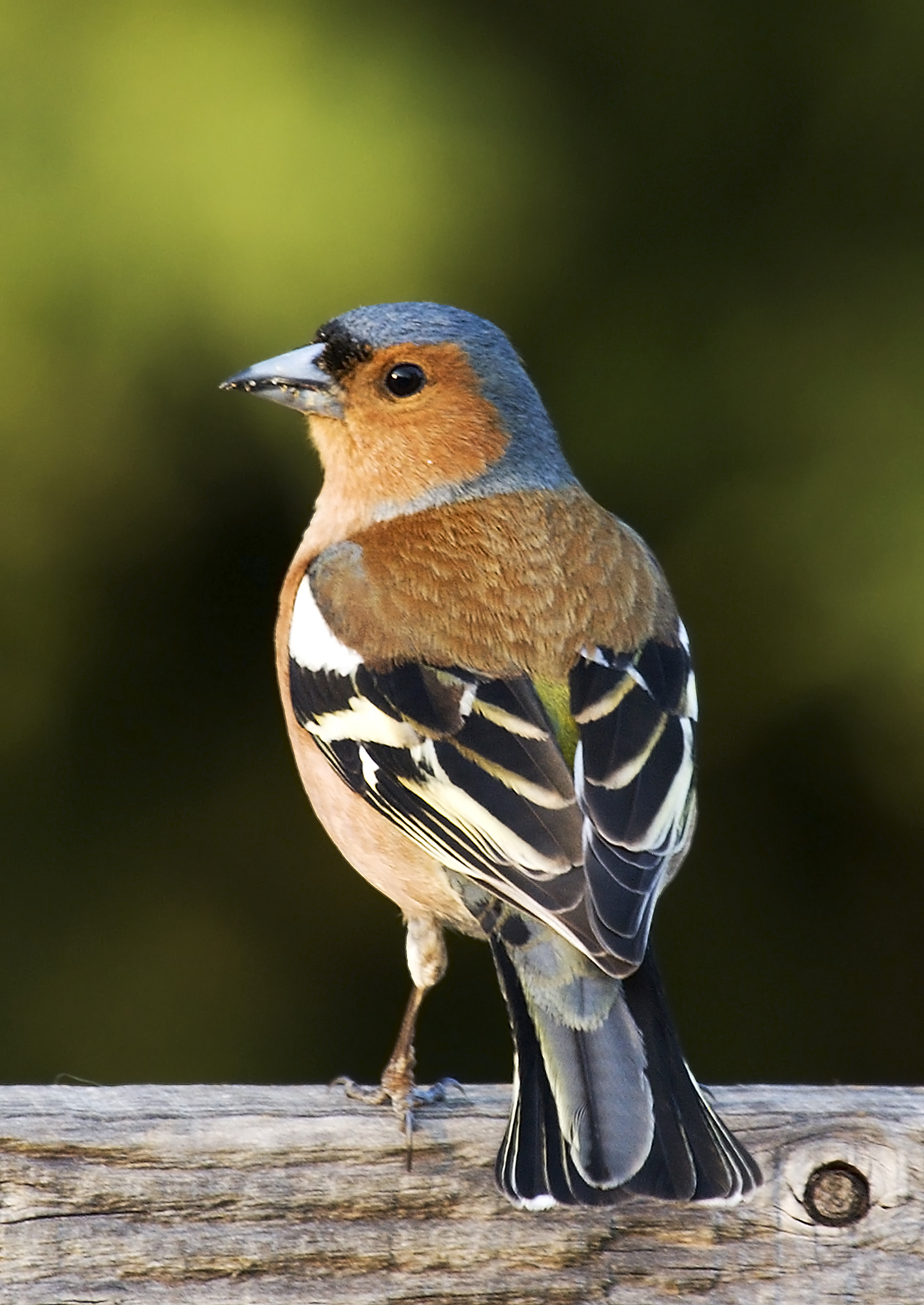
Зяблик, Fringilla coelebs

- Костогриз, Coccothraustes coccothraustes
- Чечевиця звичайна, Carpodacus erythrinus
- Чечевиця бліда, Carpodacus synoicus
- Снігар туркменський(інші мови), Bucanetes githaginea
- Снігар монгольський, Rhodopechys mongolica
- Зеленяк, Chloris chloris
- Коноплянка, Linaria cannabina
- Щиглик, Carduelis carduelis
- Щедрик, Serinus serinus
- Щедрик королівський, Serinus pusillus (A)
- Щедрик сирійський(інші мови), Serinus syriacus
- Чиж, Spinus spinus

Родина : Вівсянкові (Emberizidae)

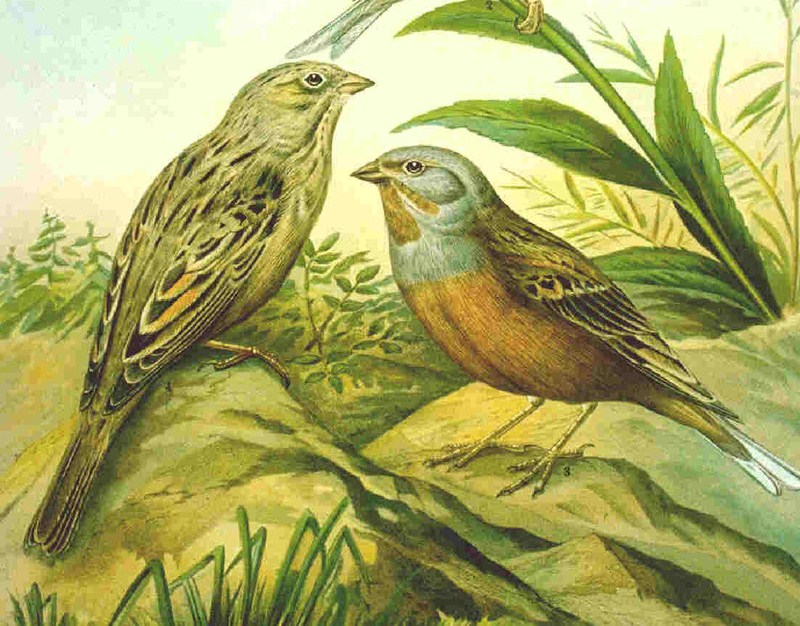
Вівсянка сивоголова, Emberiza caesia

- Вівсянка чорноголова, Emberiza melanocephala
- Вівсянка рудоголова, Emberiza bruniceps (A)
- Просянка, Emberiza calandra
- Вівсянка городня , Emberiza cirlus (А)
- Вівсянка скельна, Emberiza buchanani (A)
- Вівсянка сіра, Emberiza cineracea (A)
- Вівсянка садова, Emberiza hortulana
- Вівсянка сивоголова, Emberiza caesia
- Вівсянка строкатоголова, Emberiza striolata
- Вівсянка очеретяна, Emberiza schoeniclus (A)
- Вівсянка лучна, Emberiza aureola (A)
- Вівсянка-крихітка, Emberiza pusilla (A)
- Вівсянка-ремез, Emberiza rustica (A)